# Национальный ботанический сад имени Н. Н. Гришко НАН Украины
Национальный ботанический сад имени Николая Гришко́ Национальной Академии наук Украины (укр. Націона́льний ботані́чний сад і́мені Мико́ли Гришка́ НАН Украї́ни) — научно-исследовательское учреждение, занимающееся проектированием и созданием новых ботанических садов и парков, разработкой научных основ озеленения и фитодизайна предприятий и организаций, а также многими другими отраслями теоретической и прикладной ботаники. В СССР официальное название было «Центральный республиканский ботанический сад Академии наук УССР» (ЦРБС АН УССР).
Ботанический сад входит в природно-заповедный фонд Украины и является объектом комплексной охраны, относится к землям природного и историко-культурного назначения, которые охраняются как национальное достояние государства.
Одно из главных заданий ботанического сада — проведения исследований в области охраны природы, создание базы для сохранения генофонда растений и всего биологического разнообразия, а также просветительская деятельность по вопросам экологии и использования растений.
Адрес сада: 01014, Украина, г. Киев, ул. Тимирязевская, 1. Директор — Заименко Наталья Васильевна — член-корреспондент Национальной академии наук Украины, профессор, доктор биологических наук.
По разнообразию коллекций живых растений, масштабам территории, уровню научных исследований занимает одно из ведущих мест среди крупнейших ботанических садов Европы. В состав ботанического сада входят 8 научных отделов; уникальный коллекционный фонд Национального ботанического сада насчитывает более 13 000 таксонов, относящихся к 220 семействам и 1347 родам.
На территории Ботанического сада находится главный храм, колокольня и келейные корпуса Ионинского монастыря, основанного в конце XIX века.

## История

### Кладбище
На территории современного ботанического сада с 1798 до 1888 находилась часть Зверинецкого кладбища.

### Идея
Идея создания ботанического сада появилась осенью 1918 года, после создания Национальной Академии наук. Научные основы Ботанического сада были разработаны трудами Владимира Ипполитовича Липского — одного из первых Президентов Академии наук Украины, учёного с мировым именем, известного флориста, путешественника и знатока ботанических садов. Именно он обосновал идею такого ботанического сада, создал его структуру и направления деятельности, разработал детальный план строительства. Вначале планировалось создание Ботанического сада на основе Голосеевского леса, и директором его мог быть Липский. Но этот план не был реализован. В 1928 году академик Липский переехал в Одессу, где до конца жизни возглавлял Ботанический сад Одесского национального университета имени Ильи Мечникова.

### Основание
После отъезда Липского в Одессу вопрос о строительстве нового ботанического был вновь поднят академиком Александром Васильевичем Фоминым. Осенью 1935 года было утверждено решение Киевского городского совета о строительстве ботанического сада, для этой цели отведён участок земли площадью в 117 га на исторической местности Зверинец.
Сразу же началось строительство ботанического сада. План строительства предусматривал создание дендрария — коллекций деревьев и кустарников, ботанико-географических участков, участков травянистых растений, культурной флоры и акклиматизации новых растений, перспективных для народного хозяйства.
В первые годы строительства ботанического сада на Зверинце его научным консультантом был назначен В. И. Липский, а после его смерти научное руководство было поручено профессору Киевского лесотехнического института Вальтеру Эдуардовичу Шмидту, который по совместительству занял должность директора Ботанического сада.

### Первые годы существования
После избрания директором Киевского института ботаники академика Николая Николаевича Гришко директором Ботанического сада стал Яков Климович Гоцик, который получил организаторский опыт, работая в 1930-х годах на различных сельхозпредприятиях Глуховского района Сумской области. Именно Я. К. Гоцик впервые поставил вопрос о придании Ботаническому саду статуса самостоятельного учреждения.

Осуществление проекта наталкивалось на значительные трудности: необходимо было отселить с 2/3 территории отдельных людей и несколько организаций, к тому же финансирование было недостаточным. Но всё же до начала Великой Отечественной войны было высажено под открытым небом около 1050 видов растений и собрано почти 1000 таксонов оранжерейных растений. Был построен отдельный корпус для научных лабораторий, которые возглавили академики В. Н. Любименко, Н. Г. Холодный и А. О. Сапегин (ныне — помещение отдела новых культур).

### Оккупация и первые послевоенные годы
Во время оккупации Киева нацистской Германией бо́льшая часть коллекций была утрачена. Под руководством Алексея Михайловича Бурачинского (и. о. директора ботсада до 1944 г.) небольшая группа работников предпринимала попытки спасти коллекции, но безуспешно. После освобождения Киева, уже в 1944 году, работы по строительству возобновились. В том же году ботсад получил статус самостоятельного учреждения Академии наук и был возглавлен известным ботаником и селекционером академиком Н. Н. Гришко. Согласно постановлению Совнаркома Украины «О восстановлении строительства и научной деятельности Центрального республиканского ботанического сада АН УССР» был разработан генеральный план строительства, научная часть его разработана Н. Н. Гришко, а архитектурная — академиком О. В. Власовым, тогдашним главным архитектором Киева. В послевоенные годы были организованы научные экспедиции и командировки для воссоздания и пополнения коллекций. Собираемые коллекции служили базой для формирующихся направлений научных исследований, создавались участки для экспозиции.

### С открытия ботсада до настоящего времени
С 1958 до 1965 года ботсад возглавлял доктор биологических наук, член-корреспондент АН УССР Евгений Михайлович Кондратюк. В эти годы основное внимание уделялось благоустройству территории, подготовке к открытию ботсада для массовых посещений. Открыт для посетителей ботсад был 29 марта 1964 года и быстро стал популярным местом отдыха киевлян и гостей города. В настоящее время число посетителей превышает 1 миллион человек в год. В ботсаду проводятся занятия под открытым небом для учащихся и студентов различных учебных заведений, с 1980-х годов стали популярными «Уроки ботаники в Ботанике» для учеников средних школ.
В 1965 году директором стал академик Андрей Михайлович Гродзинский. Под его руководством начался новый этап углубления и расширения научной деятельности ботанического сада, который в 1967 году получил официальный статус научно-исследовательского института. Были начаты фундаментальные исследования по вопросам химического взаимодействия растений, получившие впоследствии мировое признание.
С 1988 года директором ботсада является доктор биологических наук, член-корреспондент НАН Украины Татьяна Михайловна Черевченко. Под её руководством 10 научных подразделений продолжают исследования по проблемам акклиматизации растений, сохранения генофонда редких и эндемичных видов, селекции растений, рациональных биотехнологий, фитодизайна, аллелопатии и других направлений теоретической и прикладной ботаники.

## Научные подразделения

### Отдел природной флоры
Создан в 1944 году и был возглавлен профессором О. И. Соколовским. Сейчас отделом заведует доктор биологических наук, профессор В. И. Мельник.
Первой задачей отдела было создание ботанико-географических участков, в современные направления научных работ входят интродукция растений, фитогеография, популяционная экология и фитосозология.
Сотрудниками отдела проведён сбор посадочного и семенного материала в многочисленных экспедициях и путём обмена с ботаническими садами мира.
Накоплен опыт по интродукции растений из различных географических регионов на территорию Украины, разработаны основы охраны генофонда эндемичных, реликтовых и редких растений. Создана коллекция из более 100 видов, занесённых в Красную книгу Украины. На основе опыта создания коллекций по ботанико-географическому принципу научными сотрудниками отдела разработаны подходы к моделированию фитоценозов.
Коллекции отдела размещены на семи ботанико-географических участках (см. в разделе «Коллекции и экспозиции»). Отдел содержит гербарий, основанный в 1948 году профессором С. С. Харкевичем, к 2005 году его объём составил 148100 гербарных листов с 11421 видами растений. Имеется коллекция семян из 10119 образцов с обменным фондом 493 образца.

### Отдел дендрологии и парковедения
Основан в 1944 году. Первым заведующим стал профессор О. Л. Липа, ботаник и знаток старинных парков. Затем должность заведующего занимал доктор биологических наук, профессор Леонид Иванович Рубцов. В настоящее время отделом руководит доктор биологических наук, профессор С. И. Кузнецов. Под руководством Л. И. Рубцова были сформированы насаждения дендрария (коллекция древесных и кустарниковых пород) и сад сирени.
Отделом разработаны основы интродукции древесной растительности на территории Украины, подготовлен районированный ассортимент для разных почвенных и климатических зон Украины. Изучена культивируемая дендрофлора всех регионов Украины, разработаны научно-практические концепции оценки и формирования парковых фитоценозов, сохранения и восстановления старинных парков, реконструкции и строительства ботанических садов, изучены экологические особенности зелёных насаждений в условиях техногенного загрязнения.
Научными сотрудниками отдела написаны 30 монографий и многочисленные научные статьи.

### Отдел новых культур
Сформирован в 1969 г. Заведующие: доктор сельскохозяйственных наук, профессор Юрий Адольфович Утеуш (1969—1999), в настоящее время — доктор сельскохозяйственных наук Д. Б. Рахметов.
Отделом созданы коллекционно-экспозиционные участки кормовых, пряновкусовых и овощных культур. Коллекционный фонд насчитывает около 400 таксонов, на основе генетического материала отделом создано 57 сортов, рекомендованных для выращивания на Украине.
Научные исследования направлены на обогащение генофонда указанных культурных растений методами селекции, введение новых культур и изучение биологических основ их выращивания. Ведутся работы по селекции и интродукции видов, имеющих высокие хозяйственные и экономические показатели.
Сотрудники отдела имеют многочисленные награды за участие в выставках различного уровня.

#### Лаборатория медицинской ботаники
В 1979 году по инициативе академика Н. Н. Гришко был создан самостоятельный отдел медицинской ботаники, который, возглавил отдел кандидат сельскохозяйственных наук А. П. Лебеда. С 2004 года реорганизован в лабораторию в оставе отдела новых культур.

С середины 1980-х годов отделом проведён ряд научных конференций и семинаров, особое значение имели международные представительские конференции в 1984, 1988, 1992 и 1997 годах. В эти годы отдел стал настоящим центром, объединяющим ботаников, фармакологов, клиницистов и агрохимиков Украины, медицинская ботаника утвердилась как самостоятельное научное направление.
Украина принадлежит к ведущим странам, заготавливающим растительное лекарственное сырьё, и это определило основные направления исследований отдела: рациональное использование сырьевой базы, изучение природных запасов сырья, поиск новых полноценных растений — заменителей уже хорошо известных лекарственных видов.
В природных условиях сотрудниками отдела были изучены 73 вида зверобоя, из которых 5 рекомендованы как заменители существующих официнальных видов, а зверобой горный, зверобой восточный и зверобой шерстистый — как сырьё для промышленного получения гиперицинов и флавоноидов. Изучена единственная на территории Украины популяция облепихи крушиновидной (в дельте Дуная), эта работа позволила отобрать более 30 форм, перспективных для селекции, фармакологии и фитомелиорации. На юге Украины изучены 43 формы шелковицы, отличающихся сроками цветения и созревания плодов. Собран ценный генетический материал этих растений, который предполагается использовать для селекции. В настоящее время проводится поиск и изучение растений с противовирусным, антиоксидантным, радиопротекторным и иммуностимулирующим действием.
Отделом разработаны собственные оригинальные концепции и методики ароматерапии.
Отделом были подготовлены и изданы 26 фундаментальных научных трудов, выпущен энциклопедический справочник «Лекарственные растения» под редакцией академика А. М. Гродзинского.
Работы отдела отмечены Государственной премией Украины в области науки и техники, премией им. Л. М. Симиренко.

### Отдел акклиматизации плодовых растений
Основан в 1945 г. Отделом проводятся работы по селекции южных, малоизученных и новых плодовых культур, совершенствуются приёмы их размноженияи выращивания.
Селекционерами создано 52 высокопродуктивных сорта персика, абрикоса, алычи, айвы, актинидии, кизила, винограда, лимонника китайского, хеномелеса. Сорта отличаются зимостойкостью и превосходными вкусовыми качествами. Отрабатываются теоретические основы последействия растений в культуроценозах, ведутся работы в области аллелопатии. На основе современных представлений о функционировании экосистем предложена концепция экологизации садоводства. Достижения изложены в 8 монографиях, издано 4 справочных издания.
Награды отдела: три премии имени Л. П. Симиренко и две премии имени В. Я. Юрьева Президиума НАН Украины.

### Отдел цветочно-декоративных растений
В отделе работали известные учёные, ставшие основоположниками украинского цветоводства — В. А. Макаревич, Ф. С. Дудик, К. Д. Харченко, Д. Ф. Юхимчук, Л. М. Яременко. Собранные ими коллекции послужили источником материала для украинского семеноводства и озеленительных работ, используются в дальнейшей селекции.
Сотрудники отдела создали более 150 оригинальных сортов ирисов, георгин, пиона, астры, гладиолуса и других. Часть их проходит или уже прошла государственные сортоиспытания. Работы отмечены высокими наградами на международных специализированных выставках:
- Большая золотая медаль выставки «Далия-87» в Эрфурте (Германия);
- золотые и серебряные медали выставки «Флора Оломоуц» (Чехия);
- бронзовые медали выставки «Экспо-90» в Осаке (Япония);
- премии и дипломы выставки «Флорида-92» (Голландия);
- серебряная медаль международного конкурса национальных садов «Экспо-93» в Штутгарте (Германия).

Сотрудники отдела награждались пятью премиями им. В. Я. Юрьева и одной премией им. Л. П. Симиренко НАН Украины,
Сорта из коллекций отдела можно увидеть на главной площади Ботсада, на партере и в экспозициях розария.
Заведует отделом с 2009 года к.б.н. Ю. В. Буйдин

### Отдел тропических и субтропических растений
Создан в 1974 году на базе уже существовавшей тогда оранжерейной коллекции. Заведует отделом доктор биологических наук Л.И. Буюн.
Начало коллекционным фондам положили 540 видов, привезённых в 1946 году из Германии, преимущественно ароидные и сорта азалии индийской. В настоящее время фонды насчитывают 2922 таксона из 148 семейств и 684 родов. Для пополнения коллекции было организовано участие сотрудников отдела в четырёх экспедициях на научно-исследовательском судне «Академик Вернадский»: в Юго-Восточную Азию, Бразилию, на Мадагаскар и Кубу. В настоящее время коллекция пополняется главным образом редкими и исчезающими видами тропической флоры, наиболее чувствительными к изменению экологических условий. Отдел использует методики микроклонального размножения тропических растений, в частности видов орхидных и ароидных, требующих сохранения методом культуры тканей in vitro.
Коллекции отдела доступны для осмотра в оранжереях ботсада.

### Отдел аллелопатии
Сформирован в 1983 году, но история его началась ещё во второй половине 1930-х годов: на территории строящегося ботсада уже работали лаборатории физиологии растений под руководством академиков М. Г. Холодного и В. М. Любименко. После войны и до начала 1980-х годов существовал отдел физиологии растений, изучавший проблемы засухоустойчивости, зимостойкости и адаптации интродуцируемых растений. На его базе по инициативе академика А. М. Гродзинского и был создан отдел аллелопатии.
Аллелопатия — молодое научное направление на стыке физиологии растений и геоботаники. Отдел изучает влияние растений друг на друга в экосистемах, причины угнетения и гибели несовместимых видов. Выяснено, что это обусловлено действием так называемых аллелопатически активных веществ, или колинов, которые накапливаются в почве. Работы отдела базируются на фундаментальных исследованиях А. М. Гродзинского, представленных в монографиях «Аллелопатия в жизни растений и их сообществ» (1965) и «Основы химического взаимодействия растений» (1973). В настоящее время отдел занимается изучением аллелопатических свойств ценных культивируемых растений: овощных, декоративных и пряно-ароматических, а также злостных сорняков.
Сотрудниками отдела защищено 50 кандидатских и 5 докторских диссертаций.
Международным аллелопатическим обществом, в которое входят специалисты более 50 стран, основана премия имени А. М. Гродзинского. Она выдаётся за лучшие опубликованные работы в этой области.
В корпусе отдела создан мемориальный кабинет-музей А. М. Гродзинского.

### Лаборатория биоиндикации и хемосистематики
Заведующий — кандидат биологических наук О. Б. Блюм.
Лаборатория проводит исследования загрязнений окружающей среды методами биоиндикации, а также популяционные хемосистематические исследования с помощью молекулярно-генетических маркеров. Разработана фитогеохимическая методика определения степени загрязнения атмосферы тяжёлыми металлами. С 1995 года лаборатория участвует в международной программе растительности (ICP Vegetation), выполняя мониторинг и картирование выпадения тяжёлых металлов из воздуха в Европе. На территории ботсада при поддержке Службы лесов Департамента сельского хозяйства США работает единственная на Украине станция мониторинга тропосферного (приземного) озона, изучается его потенциальная фитотоксичность.
По результатам исследований лаборатории в Красную книгу Украины внесены 27 видов наиболее чувствительных к внешним воздействиям лишайников.

### Отдел зелёного строительства
Самый молодой отдел, руководит им кандидат биологических наук М. И. Шумик. Отдел изучает и анализрует современные достижения в области декоративного садоводства и ландшафтной архитектуры. В экспозиции, созданные отделом входят оформление главной площади и партера ботсада, розарий, сад вьющихся растений, горный сад, сад декоративных форм. На базе имеющегося опыта намечено разработать эффективные методы размножения декоративных форм и создать научную базу для развития озеленительного строительства на Украине.

### Научная библиотека
Основана в 1944 году. В настоящее время фонды содержат около 85 тысяч томов по ботанике, акклиматизации и интродукции растений, аллелопатии, геоботанике, дендрологии. Имеется более 300 томов старинных и редких изданий XVIII—XX веков — энциклопедии, иллюстрированные атласы растений, монографии.
Библиотекой могут пользоваться сотрудники ботанических садов и природоохранных учреждений, студенты, любители.
Периодически устраиваются выставки изданий из фондов библиотеки и новых поступлений.

Издания, хранящиеся в фондах библиотеки
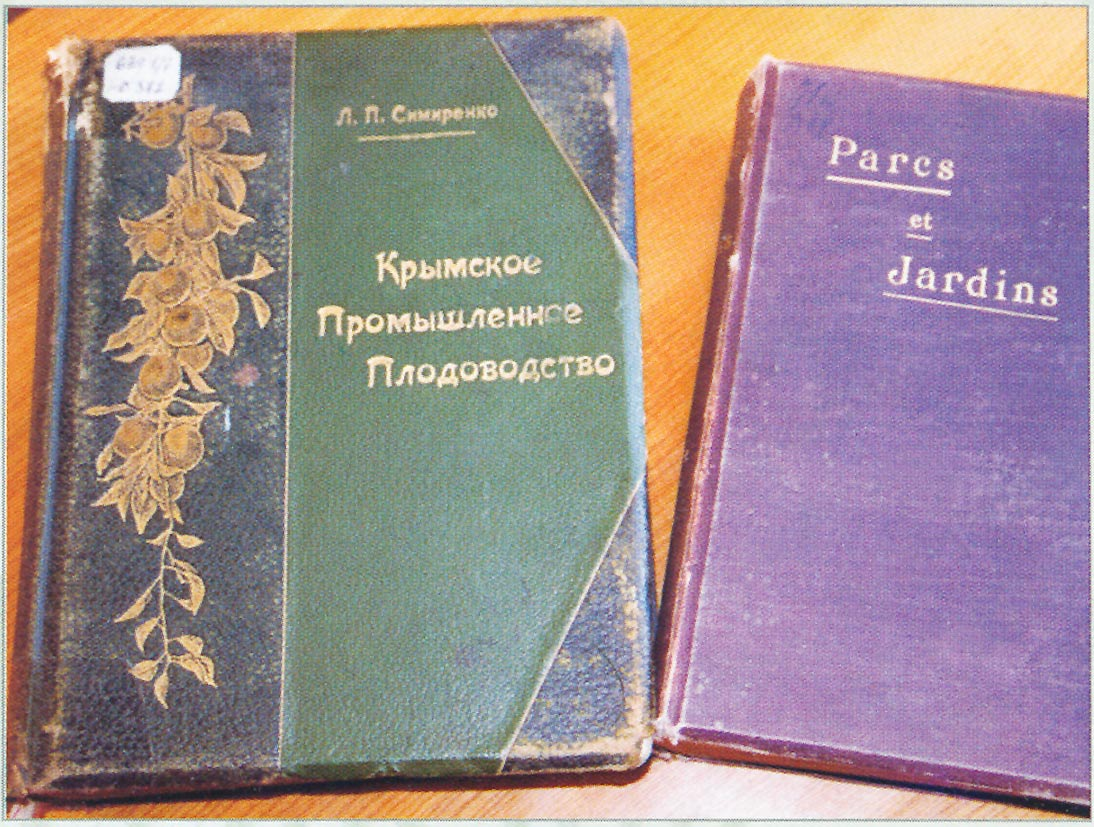
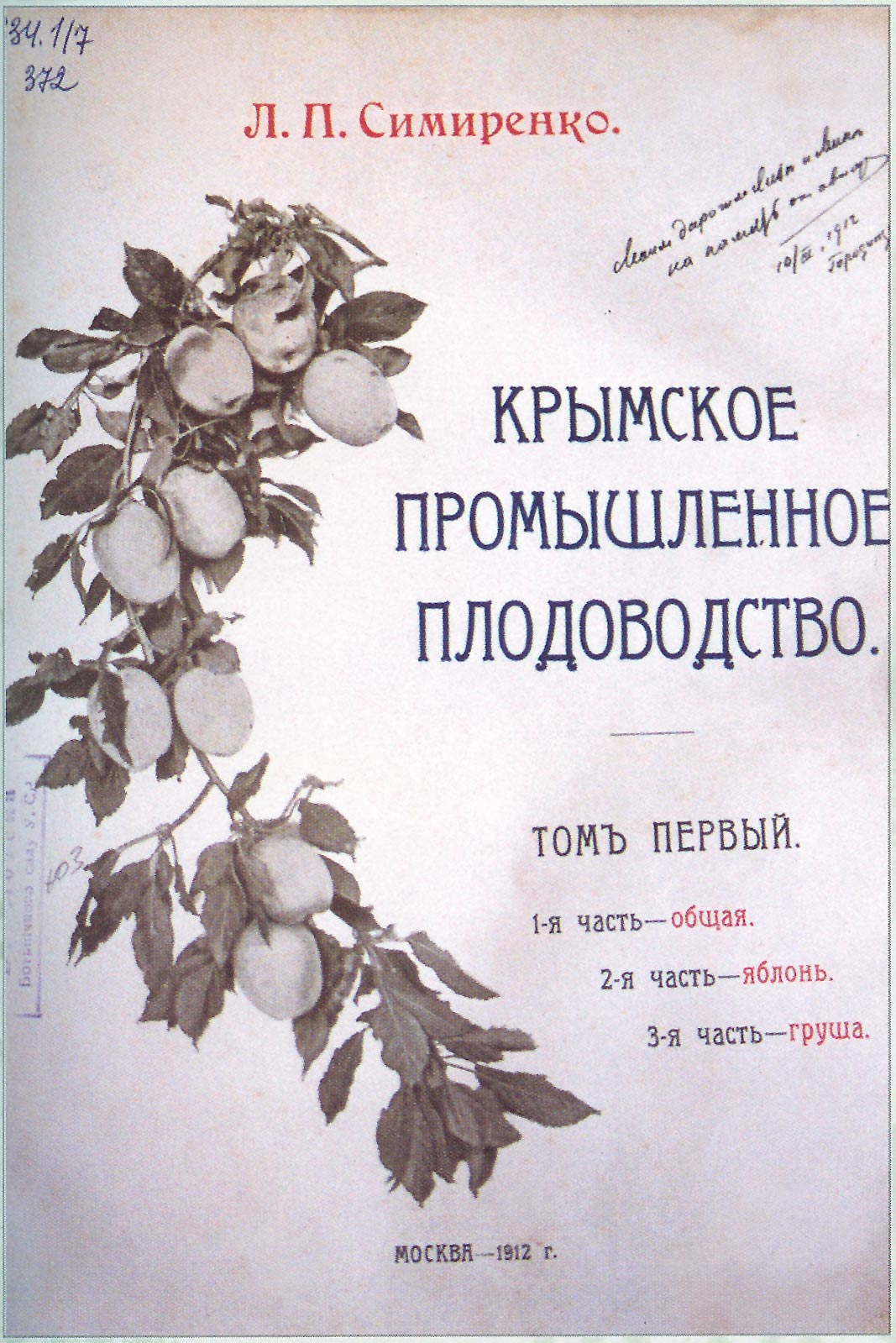
Монография Л. П. Симиренко с автографом автора
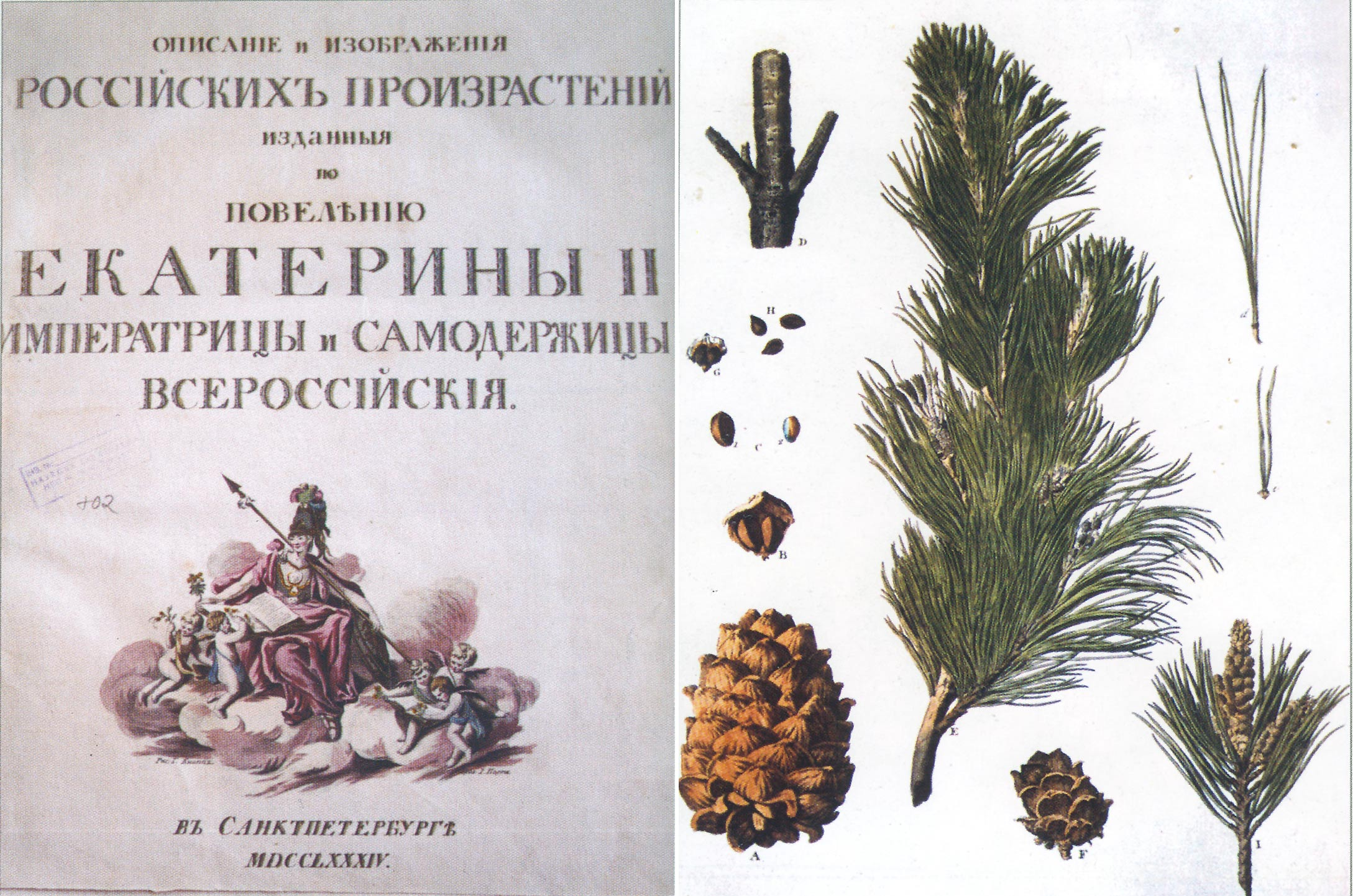
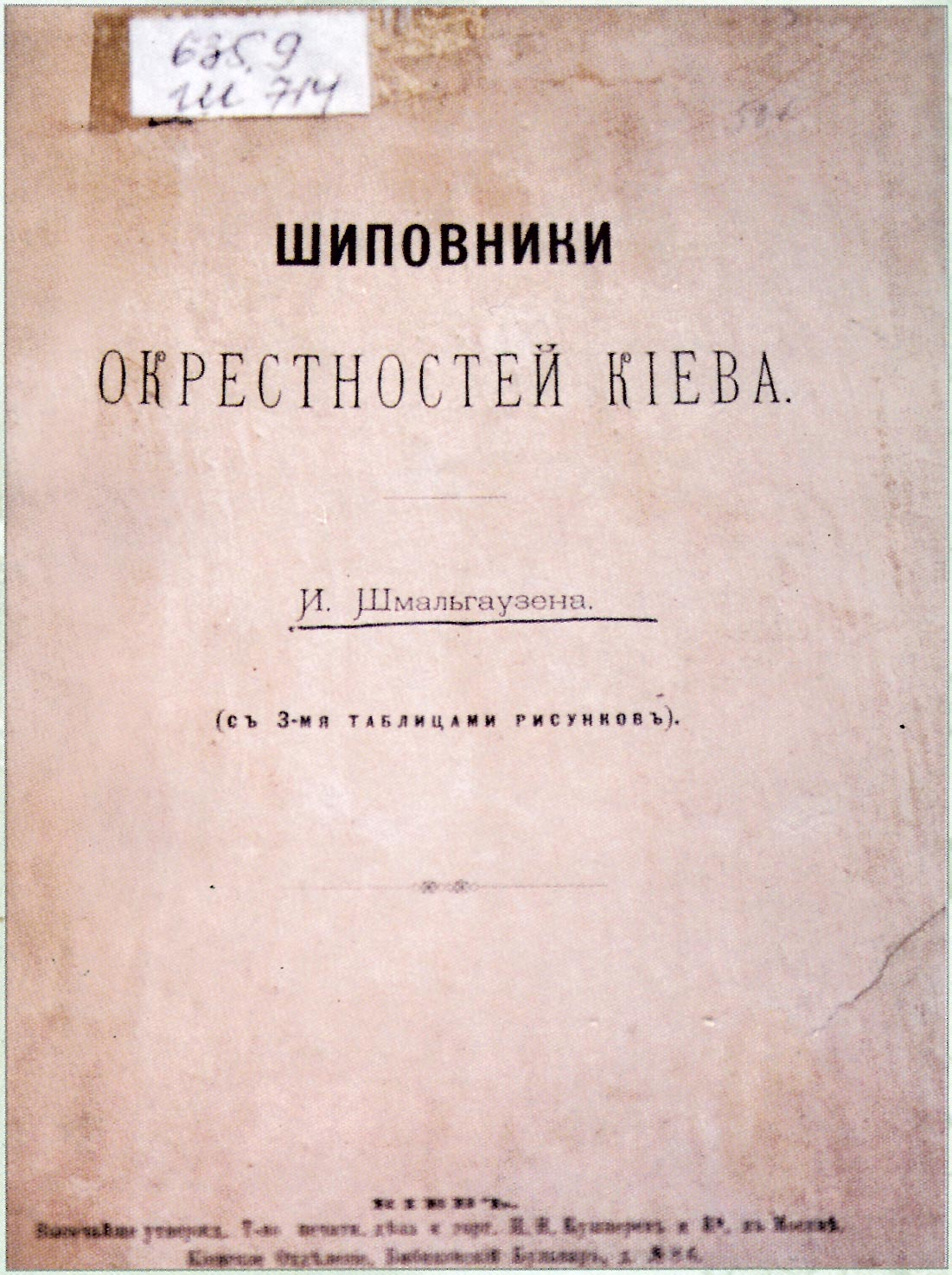

## Коллекции и экспозиции
Схема территории:
1. Центральный вход
2. Главная площадь, партер, мемориальный уголок Н. Н. Гришко
3. Сад лиан
4. «Редкие растения флоры Украины»
5. Хоздвор, администрация
6. «Средняя Азия»
7. «Кавказ»
8. «Крым»
9. «Дальний Восток»
10. Плодовые сады
11. «Паклёновая дубрава»
12. «Степи Украины»
13. «Алтай и Западная Сибирь»
14. «Карпаты»
15. «Грабовая дубрава»
16. «Буковая дубрава»
17. Сад магнолий
18. Оранжереи (выставки Центра экологической культуры)
19. Ионинский монастырь
20. Выдубицкий монастырь
21. Коллекция клёнов
22. Коллекция бобовых
23. Коллекция ореховых
24. Сирингарий
25. Коллекция хвойных
26. Розарий
27. Коллекция берёз
28. Коллекция травянистых многолетников (сельскохозяйственные, лекарственные, пряно-ароматические культуры)
29. Зверинецкие пещеры
30. Улица Бастионная
31. Улица Тимирязевская
32. Надднепрянское шоссе

### Главная площадь и партер
Экспозиция открывается главной площадью, расположенной сразу за центральным входом в ботсад. В центре её находится фонтан, а примыкающая территория разделена пешеходными дорогами на семь секторов, дальше дороги ведут к различным участкам, в отдалённые уголки сада. Из-за такой композиции площадь получила название «площади всех дорог» или «многолучевой звезды». В левом и правом от площади секторах преобладают величественные тенистые клёны-яворы (Acer pseudoplatanus), по соседству с ними — мощное дерево платана западного (Platanus occidentalis), клёны остролистые плакучей и шаровидной формы (Acer platanoides v. 'Pendula' и v. 'Globosum'). Широкий партер спускается от главной площади к оранжереям, посередине него на возвышении расположены клумбы, где устраиваются сезонные экспозиции сортов различных декоративно-цветущих растений, а по краям — аллеи из пирамидальной формы дуба обыкновенного (Quercus robur v. 'Fastigata'). В мае травянистый покров под клёнами правого сектора покрывается цветами барвинка малого (Vinca minor), ещё на секторах главной площади можно любоваться кустами калиной обыкновенной и её садовой формы «Снежный шар», калины-гордовины, жасмина и деревцами боярышника. Два сектора заняты боскетами, сформированными из граба обыкновенного, там устроены небольшие и уютные зоны для отдыха — «зелёные кабинеты». К «зелёным кабинетам» примыкают ещё два сектора, украшенные подстриженными «грибочками», тоже сформированными из граба обыкновенного.
Слева от партера в 2001 г. устроен мемориальный уголок академика Н. Н. Гришко, где установлена мемориальная доска. Автор композиции — архитектор-художник Л. Ф. Лось, автор мемориальной доски — скульптор Б. Е. Климушко.

### Ботанико-географические участки
Созданы отделом природной флоры ботсада по принципу имитации природных растительных сообществ, характерных для географических регионов и экосистем Евразии.

#### Флора Украины

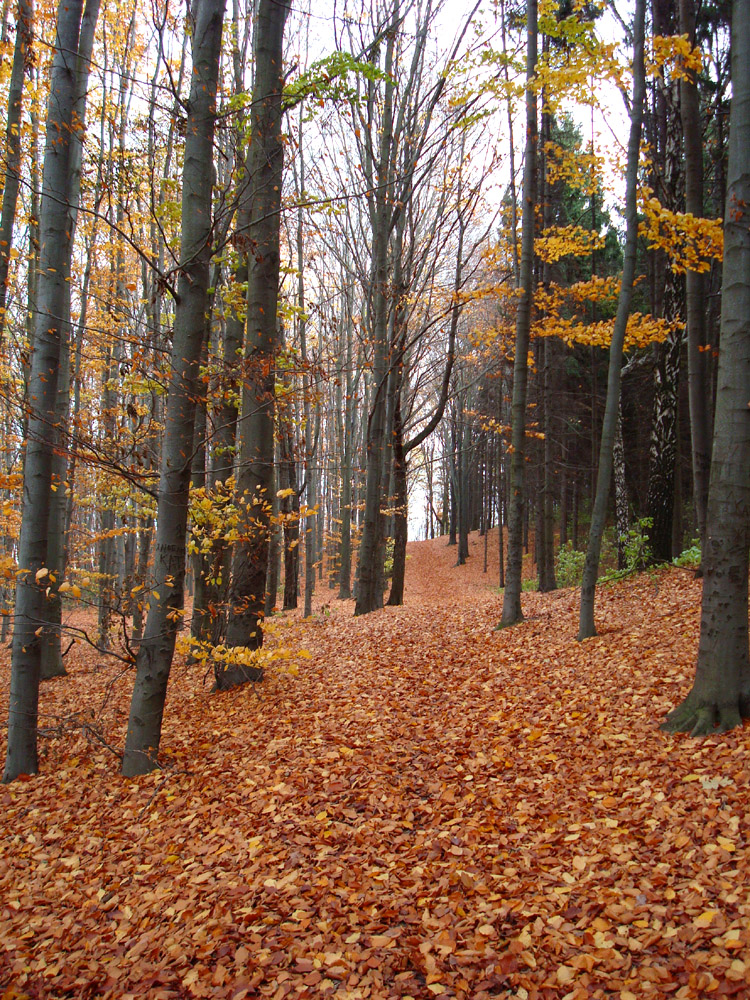
Ботанико-географический участок «Украинские Карпаты»

Экспозиция разделена на несколько тематических разделов.
- «Леса равнинной части Украины» — общая площадь 12 га, состоит, в свою очередь, из нескольких собственно ботанико-географических участков. Здесь представлено около 360 видов растений, в том числе 42 редких, занесённых в Красную книгу Украины. 12 видов образовали устойчивые популяции, подобные популяциям в природных местах произрастания.
  - «Сосновый лес» представляет собой модель боров и суборов, для которых, кроме сосны обыкновенной, характерны дуб черешчатый, можжевельник обыкновенный (Juniperus communis), ракитник русский (Chamaecytisus ruthenicus), орляк обыкновенный (Pteridium aquilinum), ирис венгерский (Iris hungarica), а также такие реликтовые виды, как волчеягодник боровой (Daphne cneorum) и рододендрон жёлтый (Rhododendron luteum).
  - «Западная, или буковая, дубрава» моделирует леса Подолья, образованные главным образом дубом черешчатым, дубом скальным (Quercus petraea) и буком лесным (Fagus sylvatica) с участием липы серебристой (Tilia argentea) и береки (Sorbus torminalis). Как основной состав этих лесов, так и кустарниковый ярус и травянистый подлесок отличаются большим разнообразием видов. Здесь встречаются клекачка перистая (Staphyllea pinnata), барвинок малый (Vinca minor), бересклет карликовый (Euonymus nana), шалфей железистый (Salvia glutinosa).
  - «Восточная дубрава».
  - «Паклёновая дубрава». Такой тип лесов встречается на левобережной Украине, в них дубу черешчатому сопутствуют различные виды клёна, в основном клён полевой (Acer campestre), клён остролистный (Acer platanoides) и клён татарский (Acer tataricum). На полянах встречается эндемик Среднерусской возвышенности волчеягодник Софии (Daphne sophia).
  - «Ольховый лес»
  - «Меловой бор»
- «Степи Украины» — участок площадью 2,5 га заложен в 1949 году. Здесь произрастает около 220 видов растений, в том числе редкие и занесённые в Красную книгу Украины: пион тонколистный (Paeonia tenuifolia), ковыль волосистый (Stipa capillata), ковыль перистый (Stipa pennata), тюльпан змеелистный (Tulipa ophiophilla), тюльпан Шренка (Tulipa schrenkii), тюльпан дубравный (Tulipa quercetorum), горицвет весенний (Adonis vernalis), горицвет волжский (Adonis volgensis) и миндаль низкий (Amygdalus nana). Пион тонколистный и тюльпан дубравный образовали на участке стойкие популяции.
- «Украинские Карпаты» — площадь 6 га, заложен в 1946 г. Участок размещён на высокой террасе Днепра, что позволило смоделировать высотную поясность Карпат: предгорные дубравы, горные буковые и еловые леса и высокогорное можжевёловое редколесье. Здесь представлено 260 видов, составляющих 10 % всего видового состава карпатской флоры, среди них 15 видов, занесённых в Красную книгу Украины — тис ягодный (Taxus baccata), лиственница польская (Larix polonica), позднецвет осенний (Colchicum autumnale), шафран Гейфеля (Crocus heuffelianum), скополия карниолийская (Scopolia carniolica) и другие. Пять видов образовали устойчивые популяции.
- «Крым» — участок заложен в 1950 г. на площади 2,5 га. Здесь представлено 236 видов, характерных для сосновых и буковых лесов, можжевёлового редколесья и степей Крыма. Среди них 11 эндемиков и 2 реликтовых вида, редкие виды, занесённые в Красную книгу Украины: роговник Биберштейна (Cerastium biebersteinii), шафран узколистный (Crocus speciosus), эремурус крымский (Eremurus tauricus), подснежник складчатый (Galanthus plicatus), пион тонколистный, пион даурский (Paeonia daurica), тис ягодный. Стойкие популяции образовали такие виды, как роговник Биберштейна, первоцвет крупночашечковый (Primula macrocalyx), шалфей скабиозолистный (Salvia scabiosifolia) и другие.

#### Флора умеренного пояса Евразии
Экспозиция находится на ещё четырёх ботанико-географических участках.
- «Кавказ». Площадь 5,75 га, участок создавался в 1948—1968 годах. Здесь представлена растительность низинных и горных лиственных лесов, высокогорных хвойных лесов, редколесья и кустарниковых зарослей, степная и луговая растительность, нагорно-ксерофильная, скально-осыпная растительность и дендрогруппы болотистых и тугайных лиственных лесов, колхидских и талышских дубовых, буковых и грабовых лесов, криволесья. Некоторые виды, произрастающие на участке: пион тонколистный, горицвет весенний, полынь кавказская (Artemisia caucasica), василёк Фишера (Centaurea fisheri), скабиоза кавказская (Scabiosa caucasica), горец Панютина (Polygonum panjutinii), эремурус видный (Eremurus spectabilis), подснежники узколистный, кавказский и Воронова (Galanthus angustifolius, G. caucasicus и G. woronowii).
- «Алтай и Западная Сибирь» — участок на площади 1,8 га заложен в 1957 г. В коллекции — 123 вида, из них 30 редких и исчезающих видов Сибири. На участке искусственно сформированы типичные для региона фитоценозы светлохвойной, темнохвойной и черновой тайги, также экспонируются декоративные, лекарственные и пищевые растения Сибири — жимолость алтайская (Lonicera altaica), рододендрон даурский (Rhododendron dauricum), водосбор сибирский (Aquilegia sibirica), купальница азиатская (Trollius asiaticus), бадан толстолистный (Bergenia crassifolia), аконит Крылова (Aconitum krylovii), ревень алтайский (Rheum altaicum). Успешно интродуцируются виды, занесённые в Красную книгу Сибири: горицвет апеннинский (Adonis apennina), лук алтайский (Allium altaicum), волчеягодник алтайский (Daphne altaica), лилейник алтайский (Hemerocallis lilioasphodelus), прострел колокольчиковый (Pulsatilla campanella).
- «Средняя Азия» — участок создан в 1953 г. на площади 3,5 га, в коллекции 102 вида. Участок представляет растительность альпийских и субальпийских лугов, еловых лесов, арчёвников, яблонево-боярышниковых лесов, тугаёв, фисташников. Представлены виды, занесённые в Красные книги стран Средней Азии и Казахстана: лук пскемский (Allium pskemeuse), яблоня Недзвецкого (Malus niedzwetzkyana), рябина туркестанская (Sorbus turkestanica), тюльпан Михели (Tulipa micheliana) и другие виды тюльпана, афлатуния вязолистная (Aflatunia ulmifolia), ясень речной (Fraxinus potamophila), фисташка настоящая (Pistacia vera) и другие. Лук голубой (Allium caerulium), лук Кристофа (Allium christophii) и лук Суворова (Allium suworowii) образовали устойчивые популяции.
- «Дальний Восток» — участок на площади 6 га заложен в 1955 г., в коллекции 284 вида. Экспозиция представляет основные дальневосточные флористические комплексы: маньчжурский (кедрово-широколиственные и приречные леса), охотский елово-широколиственный лес и восточно-сибирский лес (лиственничный с берёзой даурской). Представлены редкие и исчезающие виды: клён Комарова (Acer komarovii), актинидия острая (Actinidia arguta), аралия сердцелистная (Aralia cordata), абрикос маньчжурский (Armeniaca mandshurica), берёза Шмидта (Betula schmidtii), дейция гладкая (deutzia glabrata), диоскорея японская (Dioscorea nipponica), орех айлантолистный (Juglans ailantifolia), груша уссурийская (pyrus ussuriensis), дуб зубчатый (Quercus dentata), лимонник китайский (Schisandra chinensis), сирень Вольфа (Syringia wolfii), тис остроконечный (Taxus cuspidata).

### «Редкие растения флоры Украины»
Участок на юго-восточном склоне урочища Зверинец начал создаваться в 1970 году. Склон участка террасирован, устроено покрытие разными субстратами: известью, мелом, торфом, песком, валунами. Здесь сооружены небольшие озёра и теплица. Выращивается 150 редких и исчезающих видов, 100 из которых занесены в Красную книгу Украины. Участок предназначен для исследований, связанных с репатриацией растений в природные условия с целью восстановления нарушенных популяций. Изучается репродуктивный процесс, разрабатываются методики ускоренного вегетативного и семенного размножения.

### Дендрарий, моносады и декоративные сады
Коллекция древесных и кустарниковых растений начала собираться ещё весной 1944 года, интенсивное обустройство участков дендрария начато под руководством Л И. Рубцова в 1948 г. Ныне участки дендрария занимают площадь 30 га, ландшафт его территории обусловлен расположением на склоне высокого берега Днепра с перепадом высот до 100 метров. Это позволило создать участки с разнообразными экологическими условиями и удовлетворить потребности разных групп растений. Вся коллекция содержит 674 вида, 22 разновидности, 35 гибридов и 274 культивара из 139 родов и 46 семейств. Более 80 % составляют представители Восточнозиатской, Североамериканской и Ирано-Туранской флористических областей, имеются представители Средиземноморской и Мадреанской областей и зоны Скалистых гор.

#### Коллекции дендрария по систематическому принципу
- Голосеменные. Площадь участка около 10 га, в коллекции 79 видов, 3 разновидности, 6 гибридов и 69 форм, представители 20 родов. Здесь представлены такие реликтовые виды, как гинкго двулопастный (Ginkgo biloba), метасеквойя древнейшая (Metasequoia glyptostroboides), тис ягодный (Taxus baccata), таксодиум двурядный (Taxodium distichum), или болотный кипарис, тсуга канадская (Tsuga canadensis), пихта одноцветная (Abies concolor) и другие.
- Берёзовая роща и аллея. В экспозиции представлено 45 видов, 5 разновидностей и 4 гибрида рода Берёза, кроме того 49 видов и форм барбариса, 56 таксонов жимолости, 12 — снежноягодника и 9 — лещины. Берёзовая роща — один из самых живописных уголков ботсада, отсюда открывается вид на Киево-печерскую лавру. В центре участка создана большая поляна, её часто называют «поляной Рубцова». Необычный вид придают экзотические берёзы, непохожие на привычные местные деревья — берёза вишнёвая (Betula lenta), берёза даурская (Betula daurica), берёза Шмидта (Betula schmidtii).
- На участке буковых представлены два вида и 4 культивара бука (Fagus), 23 вида и 4 культивара дуба (Quercus), каштан посевной (Castanea sativa), а кроме того 8 таксонов бересклета (Euonymus), 3 вида клекачки (Staphylea), 5 — каркаса (Celtis) и 6 — дёрена (Cornus). Ландшафтно участок объединяет ряд ближних и дальних перстектив, что делает его одновременно укромным и живописным, отсюда открывается вид на Выдубицкий монастырь и Днепр.
- Коллекция розовых насчитывает 237 видов и форм. На участке представлено 41 вид и форма боярышника (Crataegus), 25 видов яблони (Malus), 13 — груши (Pyrus), 12 — рябины (Sorbus) и другие. Этот уютный уголок ботсада массово посещается весной во время цветения, но привлекателен и осенью, когда созревают плоды. Рядом с участком розовых, в направлении к саду магнолий, высажены редкие деревья и кустарники, представители разлмчных географических регионов: Styrax obassia Птеростиракс щетинистый (Pterostyrax hispida) идезия многоплодная (Idesia polycarpa), абелия щитковидная (Abelia corymbosa), багрянник японский (Cercidiphyllum japonicum), пираканта шарлаховая (Pyracantha hispida), виды буддлеи (Buddleia).
- Ореховые, липовые и клёновые собраны на одном участке. Ореховые представлены пятью видами рода Кария (Carya) и шестью — Орех (Juglans), среди них — кария голая (Carya glabra) и кария иллинойская (Carya illinoinensis). Род Липа (Tilia) представлен 18 видами и одной формой, среди которых — липа горная (Tilia monticola), липа Оливера (Tilia oliveri) и другие. Клёнов (Acer) на участке 35 видов и 11 разновидностей и форм, здесь можно увидеть такие редкости, как клён Айдзу (Acer aidzuense), клён ассирийский (Acer assyriacum) и клён Хельдрейха (Acer heildreichii). Участок имеет привлекательный ландшафт с «окнами» в насаждениях, сквозь которые можно любоваться Выдубичами и панорамой Днепра.

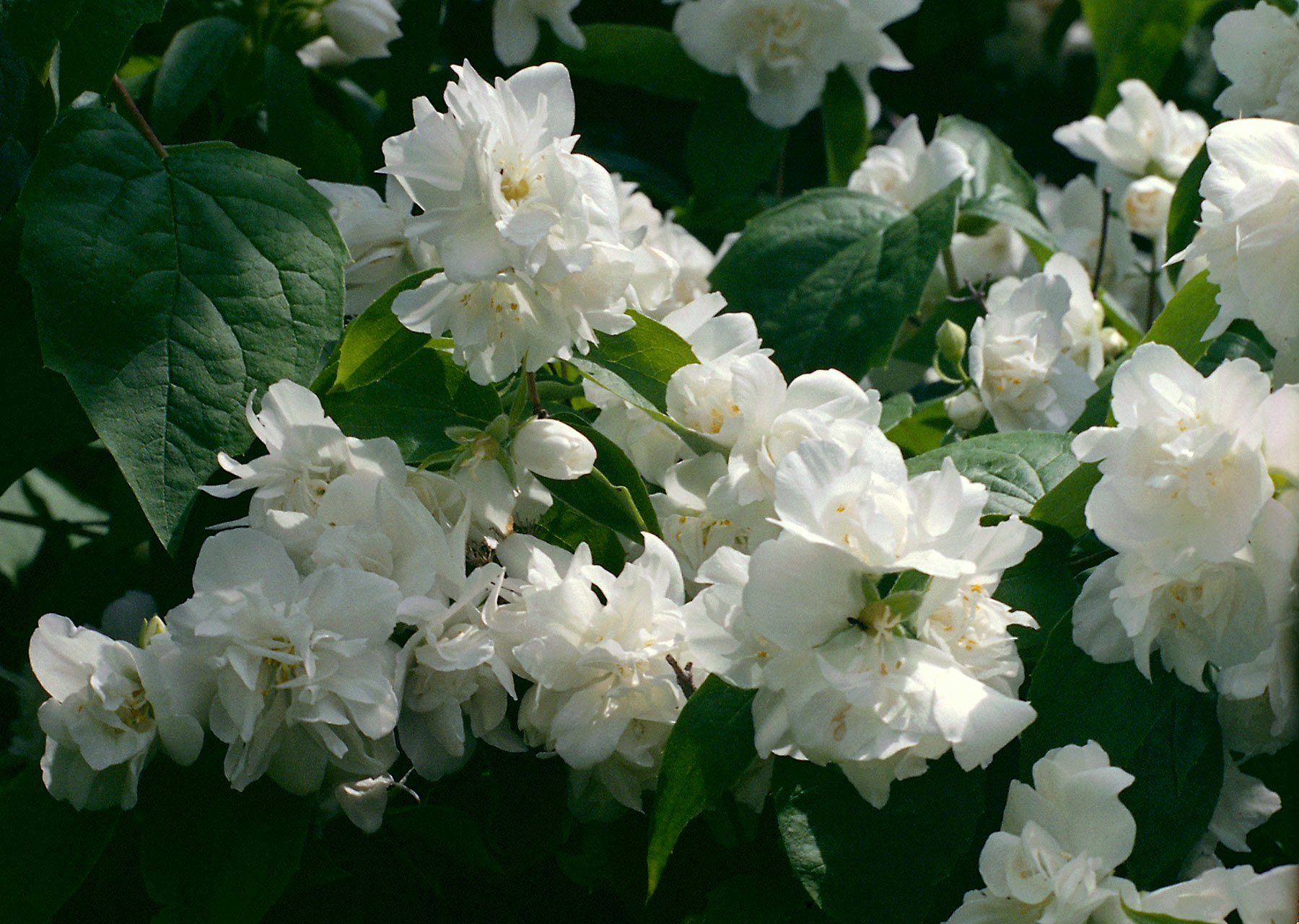
Махровый сорт чубушника

- Бобовые представлены подсемействами мотыльковых (Faboideae) (15 видов и форм) и цезальпиниевых (Caesalpinioideae) (6 видов), тут же находится коллекция из 14 видов жимолостных (Caprifoliaceae). Необычный вид участку придают широкие кроны церциса канадского (Cercis canadensis) и софоры японской (Sophora japonica).
- Коллекция маслиновых, кроме сирнгария, представлена прилегающими к саду сирени участками, на которых можно увидеть снежноцвет виргинский (Chionanthus virginica), фонтанезию Форчуна (Fontanesia fortunei) и кусты форзиции (Forsythia), здесь же на участке «садовых жасминов», или чубушников (Philadelphus) и дейций (Deutzia) (сем. гортензиевых) представлены сорта, которые можно увидеть только в коллекции НБС.

#### Моносады

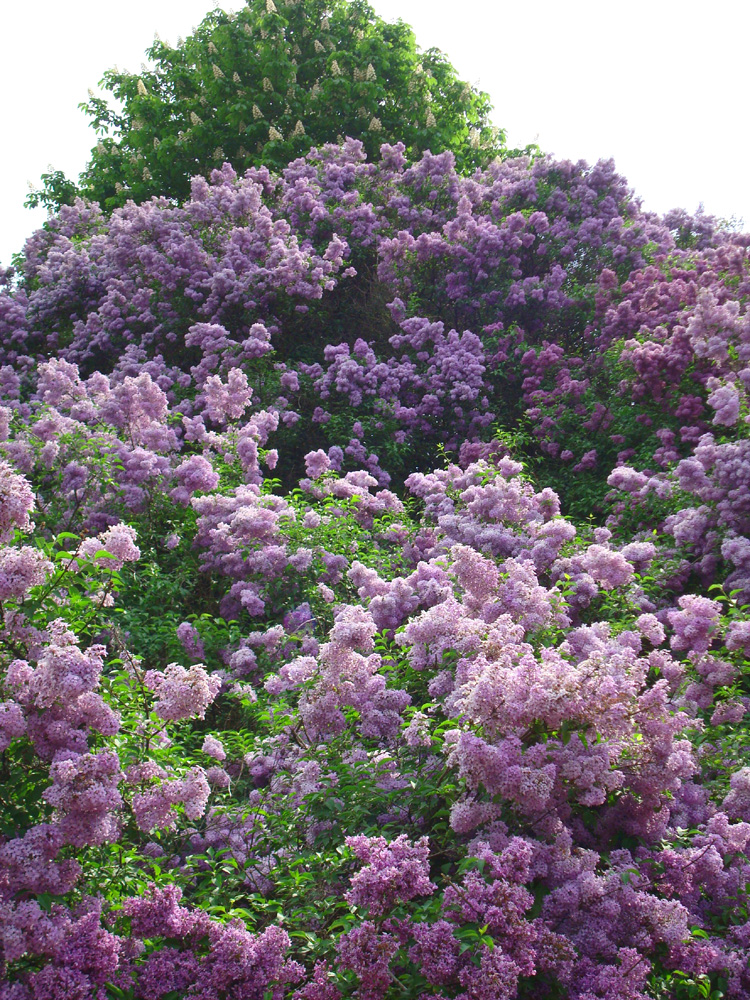
В сирингарии

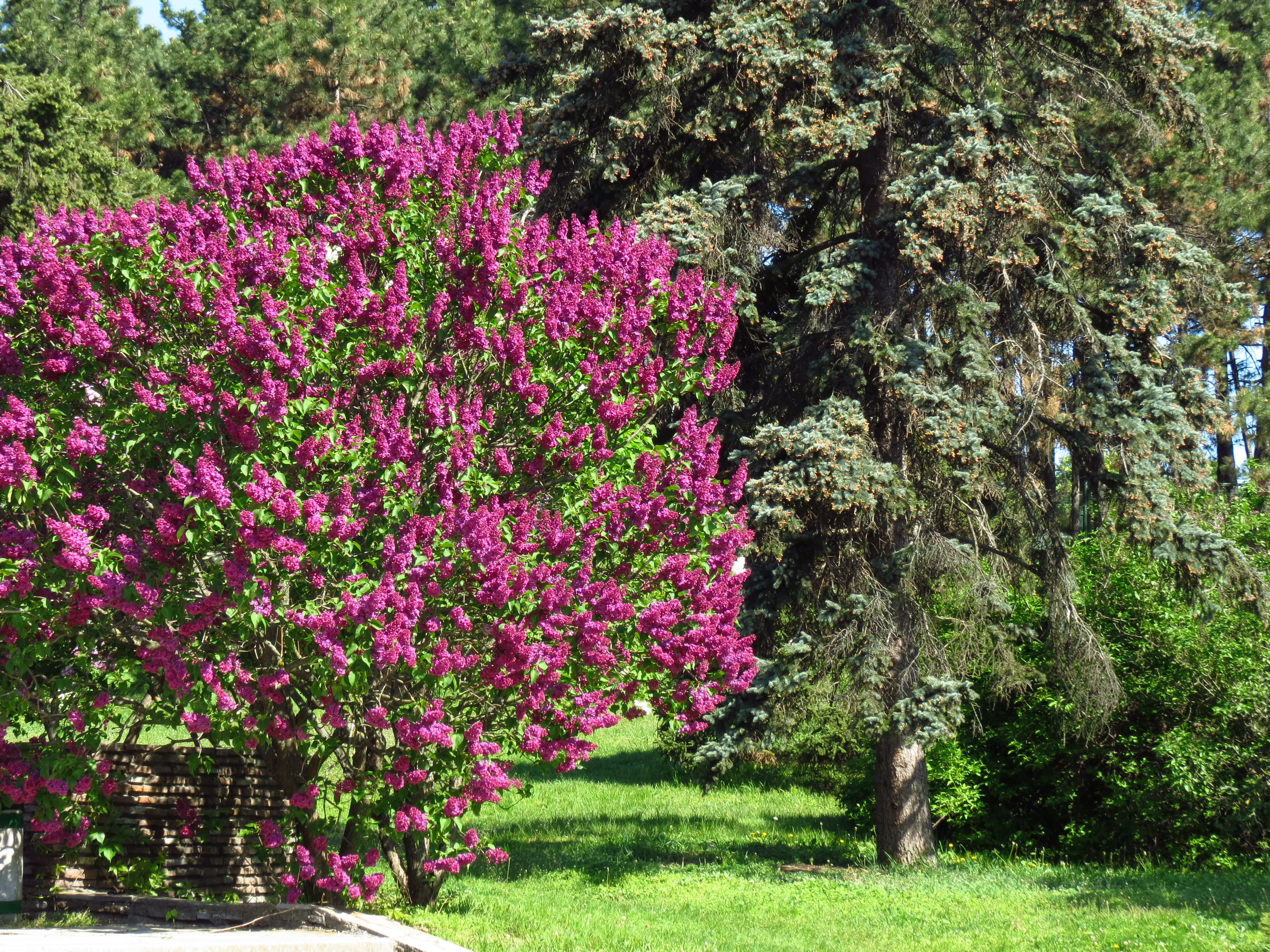
В саду магнолий

- Сирингарий, или сад сирени начал создаваться в 1948 году под руководством Л. И. Рубцова на площади 2,45 га. Сад расположен живописным партером на склоне Выдубицкого амфитеатра и в мае, во время цветения сирени, привлекает наибольшее число посетителей. Здесь находится самая полная на Украине коллекция, в которой представлен 21 вид (из 28 известных) рода Сирень (Syringa), 2 разновидности и 3 гибрида. Основу коллекции составили 30 сортов французской, немецкой и американской селекции, завезённые в 1946 году. С 1957 г. в Ботсаду ведётся собственная селекционная работа и теперь коллекция насчитывает около 1500 кустов девяноста сортов и стольких же гибридов местной селекции. К лучшим сортам киевской селекции относятся ‘Богдан Хмельницкий’, ‘Тарас Бульба’, ‘Огни Донбасса’ (автор — Л. И. Рубцов), ‘Леся Украинка’; 8 гибридов, выведенных В. К. Горбом в перспективе получат статус сортов.
- Сад магнолий заложен по проекту Л. И. Рубцова в 1966 г. на небольшом участке, зацищённом с одной стороны склоном холма, а с другой — участком «Буковая дубрава». Современная коллекция насчитывает 10 видов, 3 разновидности и 10 культиваров рода Магнолия (Magnolia), а также родственный магнолиям вид — тюльпановое дерево (Liriodendron tulipifera). В пору цветения здесь особенно привлекательны магнолия звёздчатая (Magnolia stellata), магнолия обратнояйцевидная (Magnolia obovata) и декоративные формы магнолии Суланжа (Magnolia × soulangeana).
- Розарий общей площадью 3,5 га создан в послевоенные годы по проекту академика О. В. Власова и архитектора М. В. Холостенко, состоит из коллекционного рассадника и экспозиционной части, собственно розария. Розарий представляет собой сложную парковую композицию: здесь имеются обзорные дорожки для осмотра сортов роз и участки для отдыха, в центре устроен искусственный водоём. Экспозиция представляет 23 вида шиповника (Rosa) и более 150 сортов садовых роз различных групп: вьющиеся, чайно-гибридные, флорибунда, грандифлора, парковые и др. Сорта представлены группами кустов по 50—100 экземпляров.

#### Декоративные сады
- «Влажная долина» — участок влаголюбивых растений, здесь собрана самая большая на Украине коллекция ив (Salix) (41 вид и форма), представлено также 6 видов тополя (Populus), метасеквойя древнейшая (Metasequoia glyptostroboides), ликвидамбр смолоносный (Liquidambar styraciflua).
- Сад лиан, или экспозиционно-коллекционный участок «Вьющиеся растения» занимает площадь 2,5 га, создан в 1964 г. Оформлен участок разнообразными малыми архитектурными формами: трельяжи, арки, беседки. Коллекция содержит 193 наименования, среди которых 128 видов и разновидностей и 65 селекционных гибридов. Декоративно-лиственные лианы на участке представлены семействами кирказоновых (Aristolochiaceae) и виноградовых (Vitaceae); красивоцветущие — родами Кампсис (Campsis) и Жимолость (Lonicera), видами и сортами ломоноса (Clematis); декоративно-плодовые — видами актинидии (Actinidia) и лимонника (Schisandra). Кроме лиан, участок оформлен декоративными кустарниками, высажены виды гортензии — древовидная, метельчатая и крупнолистная, калина обыкновенная (Viburnum opulus f. nana)
- Как альпинарии построены два участка ботсада: «Горка декоративных суккулентов», находящаяся рядом с оранжерейным комплексом и «Горный сад». Горный сад построен но проекту Л. И. Рубцова в 1971—1974 годах на участке общей площадью 1,5 га, композиция включает каменисто-горную часть, имитирующую высокогорные пояса со скальной растительностью (0,5 га) и газоны. В 1995—2004 годах участок реконструировался. В коллекции 157 видов и 44 формы декоративных растений из 89 родов и 33 семейств. Наиболее полно представлены семейства астровых, жимолостных, толстянковых, яснотковых и розовых.
- Формово-декоративный плодовый сад заложен в 1957 г. под руководством И. М. Шайтана. Здесь, на площади 1 га, высажено около 800 искусственных форм деревьев и кустарников плодовых культур. Растения имеют вид арок, ваз, венков, корзин, канделябров, беседок. Беседки сформированы из винограда, актинидии, лимонника китайского, имеются штамбовые формы крыжовника и красной смородины. Для прививок используются карликовые подвои, сдерживающие рост деревьев, что позволяет формировать декоративные кроны. Яблоневые деревья привиты на подвое М9, грушевые — на айве А. Участок демонстрирует возможность использования плодовых культур в декоративном садово-парковом строительстве.

### Коллекции травянистых культурных растений

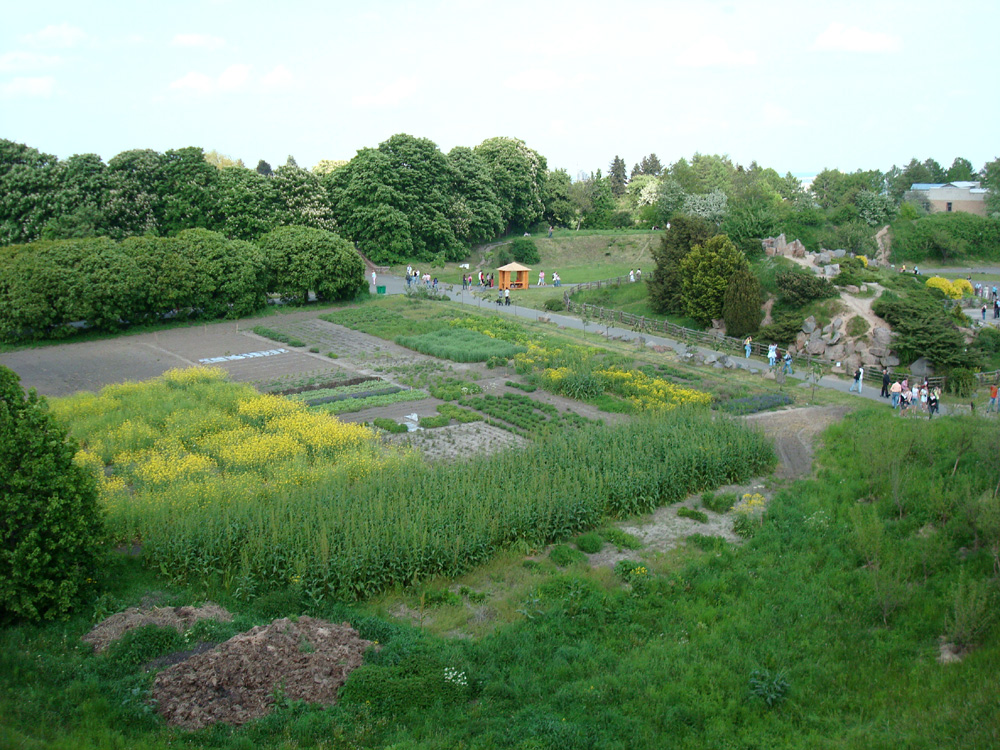
Коллекция пряноароматических растений

Коллекции и экспозиции культивируемых сельскохозяйственных растений созданы отделом новых культур.
- Коллекция овощных растений содержит около 80 видов из 18 семейств, включает редкие и малораспространённые виды. В ней представлены шпинатная, капустная, корнеплодная, луковичная, тыквенная и клубнеплодная группы. На ряд сортов и гибридов селекции группы овощных растений Ботсада получены авторские свидетельства, эти сорта рекомендованы к выращиванию в Степной и Лесостепной зонах (петрушка листовая «Урожайная», капуста брокколи «Витаминная», сельдерей листовой «Красиловский», физалис земляничный «Жаринка» и другие).
- Коллекция пряноароматических растений насчитывает около 120 видов из 55 родов и 12 семейств, преобладают в коллекции представители семейства яснотковых (Lamiaceae). Из перечной группы здесь представлены майоран садовый, чабер горный (Satureja montana) и чабер садовый (Satureja hortensis), иссоп лекарственный (Hyssopus officinalis), монарда трубчатая (Monarda fistulosa); пряности гвоздичной группы — базилик эвгенольный (Ocimum gratissimum), который может служить заменой натуральной гвоздике, базилик обыкновенный, колюрия гравилатовидная (Coluria geoides) и гравилат городской (Geum urbanum); ароматическая группа представлена такими травами, как мелисса лимонная, шалфей мускатный (Salvia sclarea), змееголовник молдавский (Dracocephalum moldavica), лофант анисовый, тархун (Artemisia dracunculus), непета лимонная, зубровка душистая (Hierochloë odorata) и многие другие. 9 сортов пряноароматических культур занесены в Государственный Реестр сортов растений Украины и районированы во многих областях страны. На основе коллекционного фонда разработаны оригинальные рецептуры и утверждена нормативная документация (ТУ и ТЕ), регламентирующая использование пряноароматических растений в пищевой промышленности (изготовление овощных маринадов, колбасных изделий, напитков, сухих пряных приправ).
- Кормовые культуры представлены коллекцией, насчитывающей около 240 видов и форм из 78 родов и 14 семейств, включая капустные (Brassicaceae), бобовые (Fabaceae), злаковые (Poaceae), мальвовые (Malvaceae), астровые (Asteraceae), гречишные (Polygonaceae), амарантовые (Amaranthaceae). Селекционерами Ботсада на основе 26 интродуцентов создан 41 сорт (щавель Rumex patіentіa × tіanschanіcus «Румекс ОК-2», редька посевная Raphanus sativus var. oleifera, топинамбур (Helianthus tuberosus) «Фиолет», амарант хвостатый (Amaranthus × caudatus) «Кармин», мальва гибридная Malva crispa × pulchella «Ника» и другие). Сорта районированы в трёх агроклиматических зонах Украины, некоторые интродуцируются в России, Белоруссии, Молдавии, Китае и Чехии.
- Коллекция лекарственных растений насчитывает более 300 видов. На участке проводятся практические занятия студентов медицинских и фармакологических учебных заведений, посетители имеют возможность получить консультации по вопросам самостоятельного выращивания лекарственных растений и определению их в природе.
- Технические культуры представлены 60 таксонами, относящимися к 38 родам и 16 семействам.

### Плодовый сад
Коллекция плодового сада включает культурные и дикорастущие плодовые растения из 15 семейств и 32 родов.
Селекция актинидии (Actinidia) ведётся на основе пяти дальневосточных видов — актинидия коломикта (Actinidia kolomikta), актинидия острая (Actinidia arguta), Actinidia purpurea, актинидия полигамная (Actinidia polygama) Actinidia chinensis. Селекционерами И. М. Шайтаном, Р. Ф. Клеевой, О. Ф. Клименко, Н. В. Скрипченко созданы высоковитаминные сорта 'Сентябрьская', 'Фигурная', 'Пурпурная садовая', 'Киевская гибридная', 'Киевская крупноплодная'.
Сорт 'Садовый' лимонника китайского (Schisandra chinensis), созданный в киевском ботсаду, отличается повышенным содержанием витамина C.
Селекционером д. б. н. С. В. Клименко выведены 14 сортов кизила обыкновенного (Cornus mas) — 'Лукьяновский', 'Элегантный', 'Семен', 'Евгения', 'Елена', 'Светлячок', 'Владимирский' и другие. Сорта зимостойкие, дают с одного дерева 40—70 кг плодов средней массой 4—6 г.
Выведено 5 зимостойких сортов айвы продолговатой (Cydonia oblonga) — 'Академическая', 'Студентка', 'Подарок внуку', 'Мария', '№ 18 Кащенко'. Урожайность их составляет 50—80 кг с дерева, средняя масса плодов 220—350 г.
Селекционерами С. В. Клименко и О. М. Недвигой выведены 4 сорта хеномелеса японского (Chaenomeles japonica), адаптированных к условиям севера Украины — 'Витаминный', 'Караваевский', 'Помаранчевый', 'Цитриновый'.
И. М. Шайтан, Л. М. Чуприна и И. К. Кудренко занимались селекцией сортов косточковых — персика (Prunus persica), абрикоса (Prunus armeniaca) и алычи (Prunus cerasifera). Ими созданы зимостойкие сорта, пригодные для выращивания на северной границе произрастания этих культур — персик 'Дружба', 'Днепровский', 'Память Шевченко', 'Румяный', 'Славутич', 'Лесостепной', 'Подарок Киева' и другие, абрикос 'Память Кащенко', 'Ботсадовский' и 'Память Гродзинского'. 12 сортов персика, 2 сорта абрикоса и 1 сорт алычи внесены в Реестр сортов Украины.
Коллекция дикорастущих плодовых растений включает лох многоцветковый (Elaeagnus multiflora), или гумми, 4 вида рябины (Sorbus) — рябина обыкновенная (Sorbus aucuparia), берека (Sorbus torminalis), рябина финская (Sorbus fennica) и рябина домашняя (Sorbus domestica). также имеются сорта рябины 'Ликерная', 'Гранатная', 'Сорбинка', 'Невежинская', 'Алая крупная' и др., отличающиеся высоким содержимым биологически активных веществ.
Всего 52 сорта плодовых растений селекции Ботсада занесены в Реестр сортов растений Украины.

### Коллекции цветочно-декоративных растений
Коллекция насчитывает более 2800 сортов травянистых красивоцветущих растений и является наибольшей коллекцией цветочно-декоративных растений открытого грунта Украины. Ознакомление с основными фондами возможно с разрешения администрации. Отделом цветочно-декоративных растений устраиваются сезонные тематические выставки сортов.
- В коллекция однолетних и двухлетних растений представлено более 500 сортов и более 330 видов из 42 семейств. Наиболее многочисленны семейства Астровые (Asteraceae), Норичниковые (Scrophulariaceae), Паслёновые (Solanaceae), Гвоздичные (Caryophyllaceae), Мальвовые (Malvaceae), Яснотковые (Lamiaceae). Из них астра однолентяя, или каллистефус китайский (Callistephus chinensis) представлен более, чем 160 сортами из 27 сортогрупп (13 сортов местной селекции), так же имеется 40 сортов бархатцев (Tagetes), 13 — космеи (Cosmos), 7 — циннии (Zinnia).
- Многолетние
  - Коллекция астильбы (Astilbe) киевского ботсада — одна из крупнейших в Восточной Европе, по состоянию на 2010 г. она насчитывает 7 видов и 86 сортов из около 300 известных в мире.
  - Георгины (Dahlia) (Dahlia × cultorum — сборный вид сложного гибридогенного происхождения) представлены более, чем 320 сортами, из которых 25 — местной селекции. Наиболее полно представлены классы сортов «Кактусовые», «Декоративные», «Переходные», «Нимфейнные».
  - В коллекции канн (Canna) насчитывается 21 сорт 2 видов.
  - Коллекция ирисов (Iris) содержит 15 видов и более 280 сортов, преимущественно это сорта ириса бородатого (Iris hybrida), также имеются Iris spuria и ирис сибирский (Iris sibirica).
  - В коллекции пионов (Paeonia) имеются все существующие исторические садовые группы, эта коллекция является самой крупной на Украине и одной из крупнейших в Восточной Европе. Здесь представлено 9 видов и более 560 сортов, коллекция служит эталоном для проведения государственного сортоиспытания пионов. На основе неё создано 27 местных сортов.
  - Коллекция хризантем (Chrysanthemum) содержит более 150 сортов, относящихся к 2 видам; здесь представлены 7 классов сортов — немахровые, полумахровые, махровые плоские, анемоновидные, махровые шарообразные, помпонные, лучистые.
  - Флоксы (Phlox) представлены 20 сортами 1 вида.
  - Лилейников (Hemerocallis) в коллекции содержится более 110 сортов 4 видов (лилейник буро-жёлтый (Hemerocallis fulva), Hemerocallis middendorffii, Hemerocallis aurantiaca и Hemerocallis citrina). Коллекция была создана в 1982 году.
  - Малораспространённые корневищные многолетние культуры представлены более, чем 200 видами и 80 сортами. Наиболее представлены семейства Астровые (Asteraceae), Толстянковые (Crassulaceae), Яснотковые (Lamiaceae), Лилейные (Liliaceae), Лютиковые (Ranunculaceae), Розовые (Rosaceae), Камнеломковые (Saxifragaceae), Норичниковые (Scrophulariaceae).
  - В коллекции декоративных злаков и газонных трав содержится более 170 видов из 56 родов и более 40 сортов трав семейства злаков (Poaceae).
- В коллекции луковичных и клубнелуковичных более 900 сортов 74 видов, в том числе:
  - Мелколуковичные
  - Нарциссы — около 90 сортов 8 садовых групп (трубчатые, крупнокорончатые, мелкокорончатые, махровые, цикламеновидные, тацетовидные, поэтические, с разрезанной коронкой)
  - Тюльпаны — более 160 сортов 17 видов, 14 садовых групп
  - Гладиолусы — более 360 сортов двух видов
  - Лилии — 145 сортов 9 видов, сорта относятся к 4 гибридным группам.

### Оранжерейный комплекс

#### Экспозиции

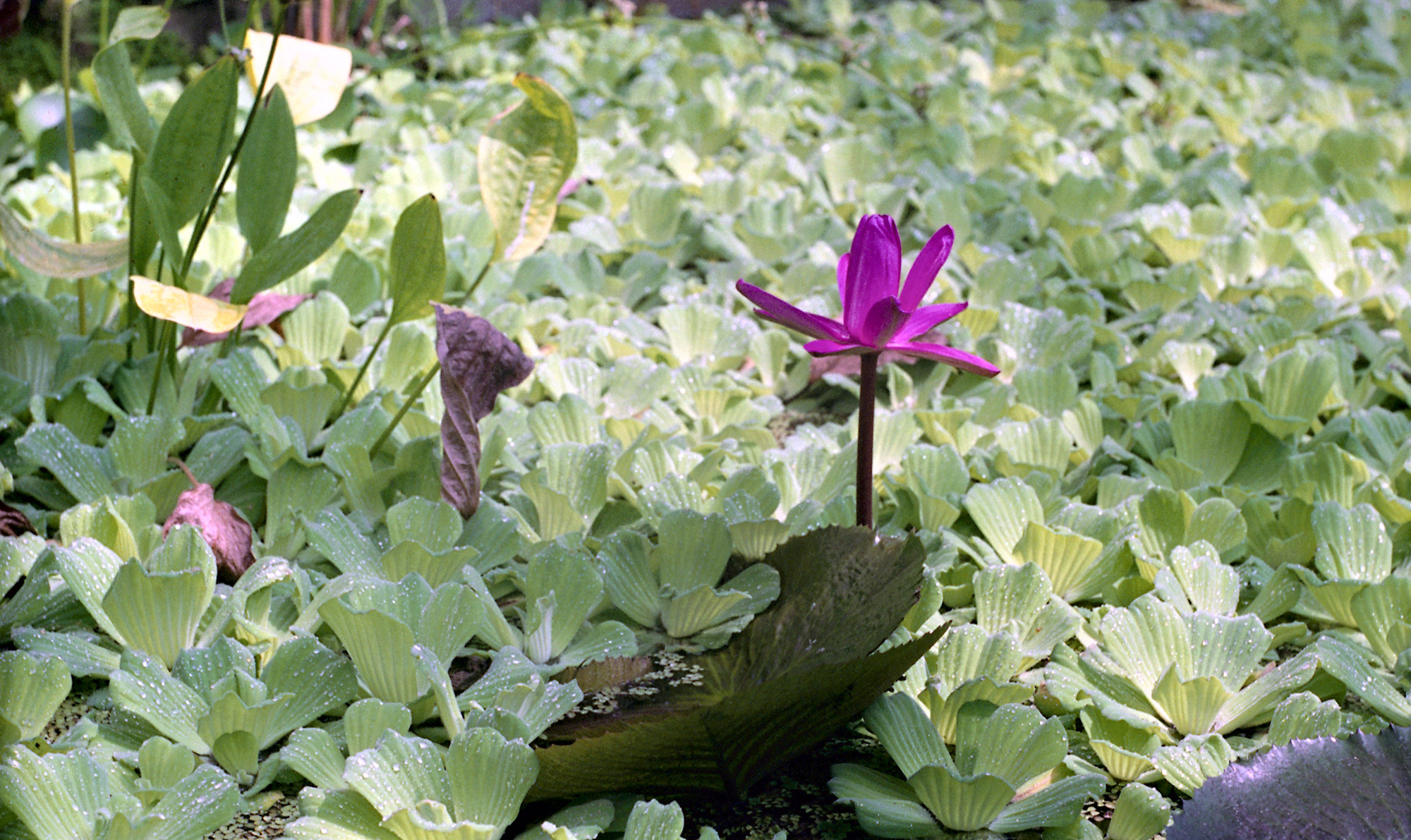
Бассейн с водными растениями в оранжерее

Коллекции тропических и субтропических растений содержатся в оранжереях общей площадью свыше 2000 квадратных метров, насчитывает свыше 3000 таксонов. В оранжерейном комплексе работает круглогодичная экспозиция, состоящая из 5 залов:
- Орхидариум площадью 123,5 м², в котором представлено около 80 видов и сортов орхидных из Юго-Восточной Азии, Южной и Центральной Америки, Африки и Австралии. Видовой состав подобран с учётом сроков цветения, на протяжении года одновременно в цветущем состоянии находятся 15—20 видов.
- «Влажный тропический лес» — зал площадью 456 м², экспозиция построена по ботанико-географическому принципу. Представлено около 350 видов из 40 семейств — растения дождевых лесов Южной Америки, Юго-Западной Африки, Юго-Восточной Азии, немногочисленной группой видов представлена флора субтропической Австралии.
- Тропические и субтропические плодовые культуры. В зале можно ознакомиться с экземплярами цитрусовых (лимон, мандарин, апельсин, цитрон), а также фейхоа, манго, инжира, евгении, хурмы, граната.
- Кактусы и другие суккуленты. В экспозиции около 50 видов кактусов и 70 видов других суккулентных растений, принадлежащих к 15 семействам (euphorbiaceae, асфоделовые, agavaceae, crassulaceae, дидиереевые и др.) Растения объединены по экологическому принципу, представлен состав растительных группировок аридных зон Центральной и Южной Америки, Южной и Юго-Западной Африки, Мадагаскара).
- Азалии и камелии — экспозиция общей площадью 424 м², здесь представлено около 30 сортов азалии индийской и 15 — камелии (2 вида — камелия японская и камелия масличная).

Весной — летом 2009 года в оранжерейном комплексе впервые работала сезонная выставка живых тропических бабочек.
С основными фондами оранжерейных коллекций посетители могут ознакомиться только с разрешения администрации Ботсада.

#### Коллекции
- Орхидные (Orchidaceae) представлены 450 тропическими и субтропическими видами из более 150 родов, среди которых наиболее полно представлены роды Дендробиум (Dendrobium), Каттлея (Cattleya), Онцидиум (Oncidium). Имеется ряд редких видов, являющихся эндемиками ограниченных территорий — Ангрекум слоновый (Angraecum eburneum), Ангрекум полуторафутовый (Angraecum sesquipedale) с Мадагаскара; Целогина Лоуренса (Coelogyne lawrenceana), Dendrobium draconis, Dendrobium bellatulum, Paphiopedilum delenatii, виды рода Эрия (Eria) из Юго-Восточной Азии; бразильские и венесуэльские эндемики родов Каттлея и Лелия (Laelia). Коллекция имеет природоохранное, научное и образовательное значение. В 1999 году Постановлением Кабинета Министров Украины коллекции орхидей Ботсада был предоставлен статус Национального достояния.
- В коллекции ароидных (Araceae) собраны представители всех восьми подсемейств, более половины образцов собраны в природных условиях. Наиболее многочисленны роды Антуриум (Anthurium) —46 таксонов и Филодендрон (Philodendron) —54 таксона. Большую ценность представляют антуриумы из влажных лесов Амазонии — A. cubense, A. gracile, A. polyschictum, A. vittariifolium, A. waroqueanum. В коллекции рода Филодендрон имеются представители всех жизненных форм, известных в семействе ароидных.
- Бромелиевые (Bromeliaceae) представлены более, чем 100 наземными и эпифитными видами, относящимися к 20 родам трёх подсемейств — Pitcarnioideae, Tillandsioideae и Bromelioideae. Наиболее полно представлено подсемейство бромелиевых: Акантостахис шишковидный (Acanthostachys strobilacea), представители родов Ананас (Ananas), Бильбергия (Billbergia), Криптантус (Cryptanthus), Бромелия (Bromelia), Неорегелия (Neoregelia), Нидуляриум (Nidularium), Эхмея (Aechmea).
- Вересковые (Ericaceae) в оранжерейной коллекции представлены сортами азалии и двумя природными представителями рода Рододендрон (Rhododendron). Основа коллекции заложена после войны, когда из Германии были завезены 25 сортов селекции 1920-х — 1930-х годов ('Professor Walters', 'Paul Schaeme', 'Aventsglocken', 'Concinna', 'Apollo', 'Celestina' и другие). В 1960-х — 1970-х годах были созданы около 30 новых сортов и гибридов. Пять сортов селекции С. М. Приходько, Р. П. Головко и М. К. Параненко в 2001 году занесены в реестр сортов Украины — 'Киевский Вальс', 'Аленький Цветочек', 'Героям Войны', 'Огонёк' и 'Сузір’я' («Созвездие»).
- Коллекция чайных (Theaceae) содержит 2 вида и 22 сорта и гибрида камелии (Camellia), которые представляют все группы, предложенные Международным обществом камелиеводов: с простыми, анемоноподобными, пионоподобными, розоподобными, полумахровыми и махровыми цветками.
- Коллекция пальмовых (Arecaceae) насчитывает 40 видов из 24 родов, среди которых есть представители как пустынных оазисов, так и влажных тропических лесов.
- В коллекции спаржецветных (Asparagales) содержится более 200 видов и сортов луковичных и корневищных растений из 13 семейств. Из них около 100 представляют семейство амариллисовых (Amaryllidaceae), наиболее полно представленные роды этого семейства — Гиппеаструм (Hippeastrum) и Кринум (Crinum). Из семейства спаржевых (Asparagaceae) наиболее широко представлен род Protasparagus.
- Кактусовых (Cactaceae) и других суккулентов в коллекции содержится свыше 800 видов и форм. Кактусы представлены приблизительно 400 таксонами из 95 родов, наиболее многочисленный род — Маммиллярия (Mammillaria) (около 90 видов). Имеются экземпляры кактусов возрастом свыше 30, а некоторых свыше 100 лет, они относятся к видам Эхинокактус Грузона (Echinocactus grusonii), Астрофитум многорыльцевый (Astrophytum myriostigma), Астрофитум украшенный (Astrophytum ornatum), Клейстокактус Штрауса (Cleistocactus straussii), Клейстокактус Винтера (Cleistocactus winteri). Других суккулентов также около 400 видов из 18 семейств. Наиболее полно представлены семейства толстянковых (Crassulaceae), асфоделовых (Asphodelaceae) и агавовых (Agavaceae). Особое место в коллекции занимают представители дидиереевых (Didiereaceae) — эндемичного для Мадагаскара семейства, редко встречающегося в оранжереях. Имеются многолетние экземпляры видов, являющихся основными лесообразующими породами засушливых областей южного Мадагаскара — Аллюодия высокая (Alluaudia procera), Аллюодия восходящая (Alluaudia ascendens), Дидиерея Тролля (Didierea trollii). Один из старейших экземпляров коллекции суккулентов — драконово дерево (Dracaena draco) возрастом около 50 лет (на 2010 год).
- Коллекция тропических декоративно-лиственных растений насчитывает более 300 таксонов, относящихся к семействам акантовых (Acanthaceae), бегониевых (Begoniaceae), марантовых (Marantaceae), яснотковых (Lamiaceae), меластомовых (Melastomataceae), перечных (Piperaceae), молочайных (Euphorbiaceae). Наибольшим числом видов и декоративных форм представлены роды Бегония (Begonia), Пеперомия (Peperomia) и Кодиеум (Codiaeum).

## Иллюстрации

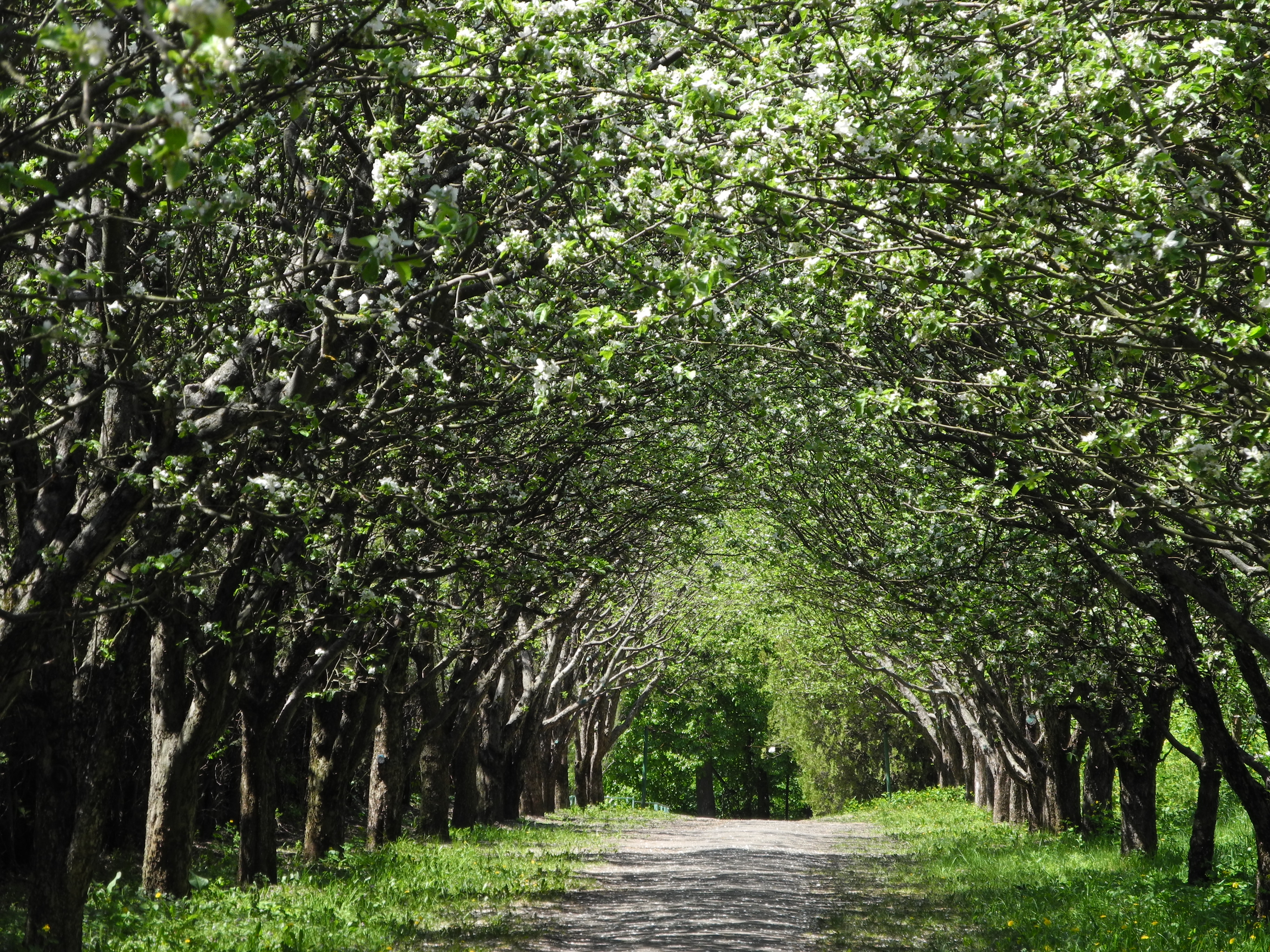
Летний сад
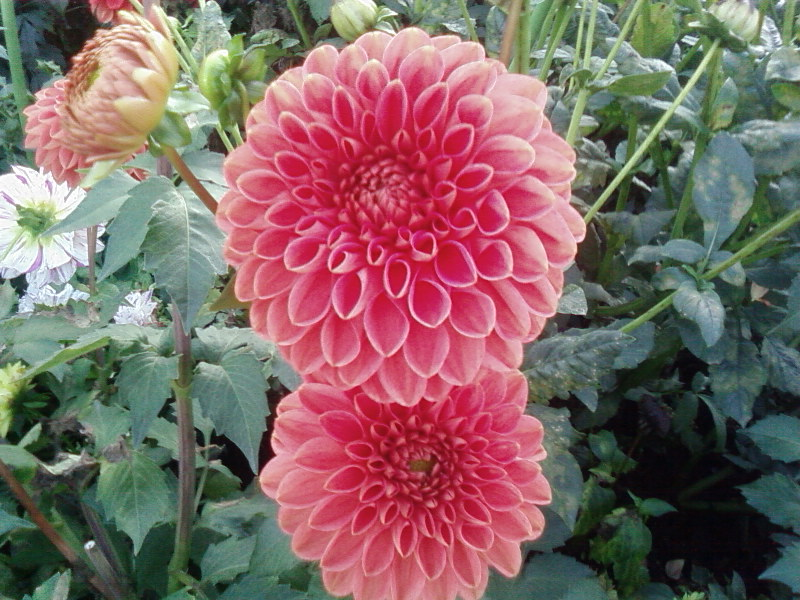
Зацвели георгины
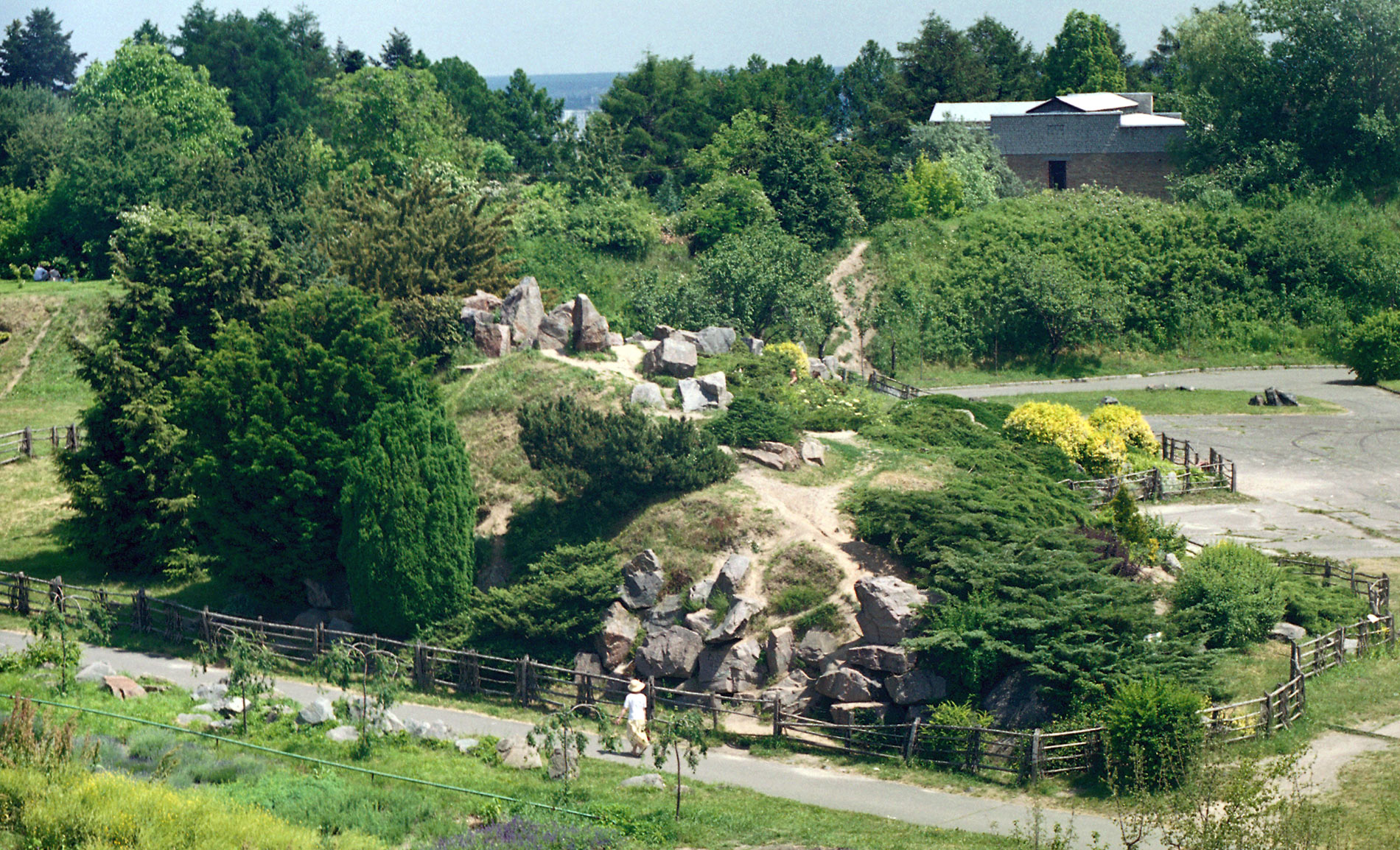
Горный сад
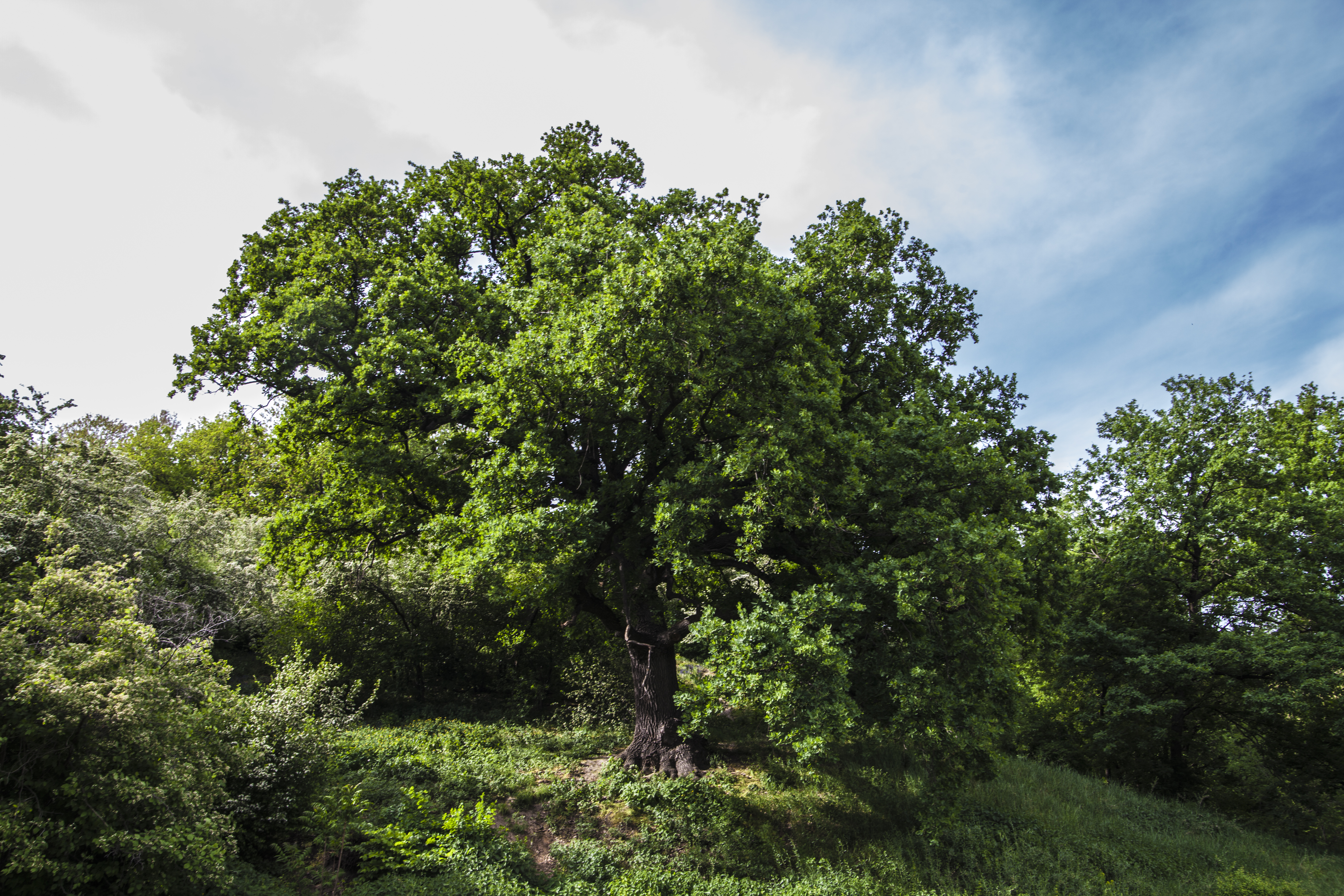
Дуб
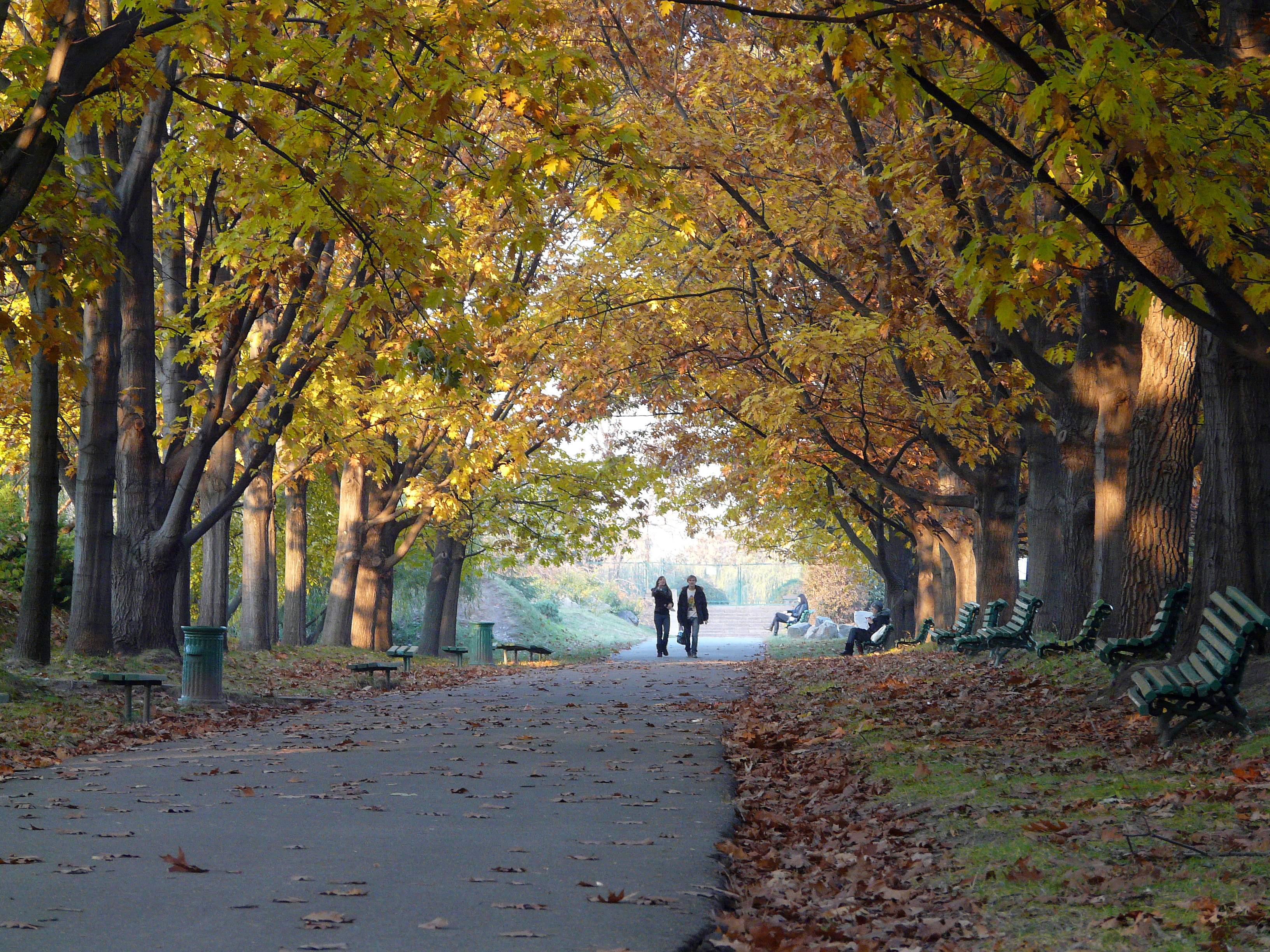
Осенний сад
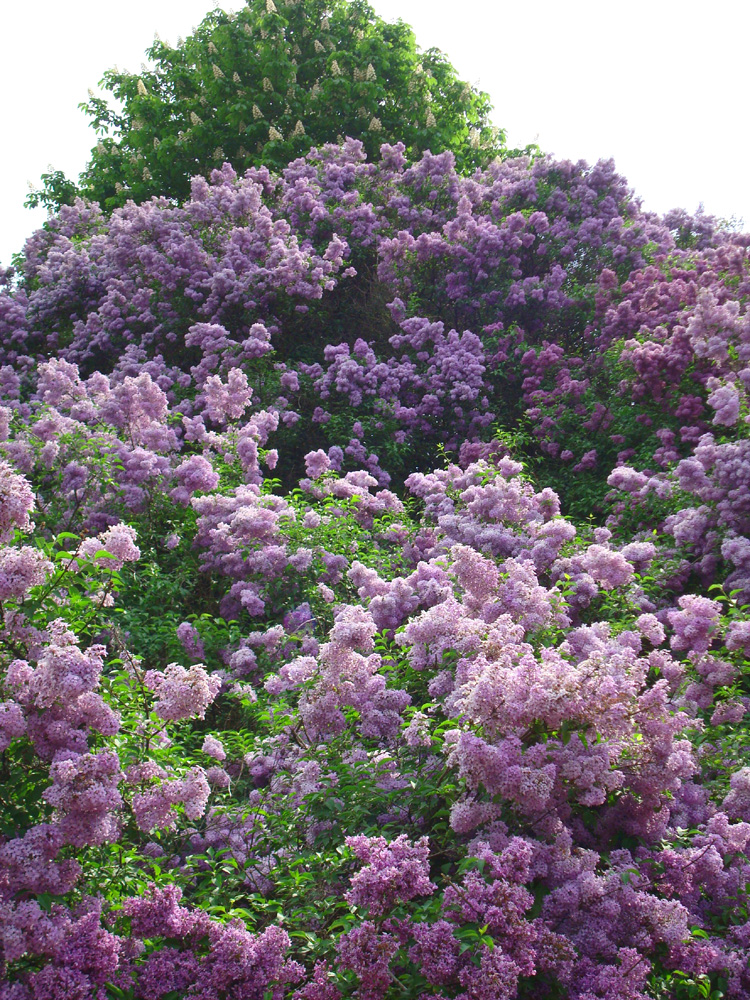
Сиреневый сад
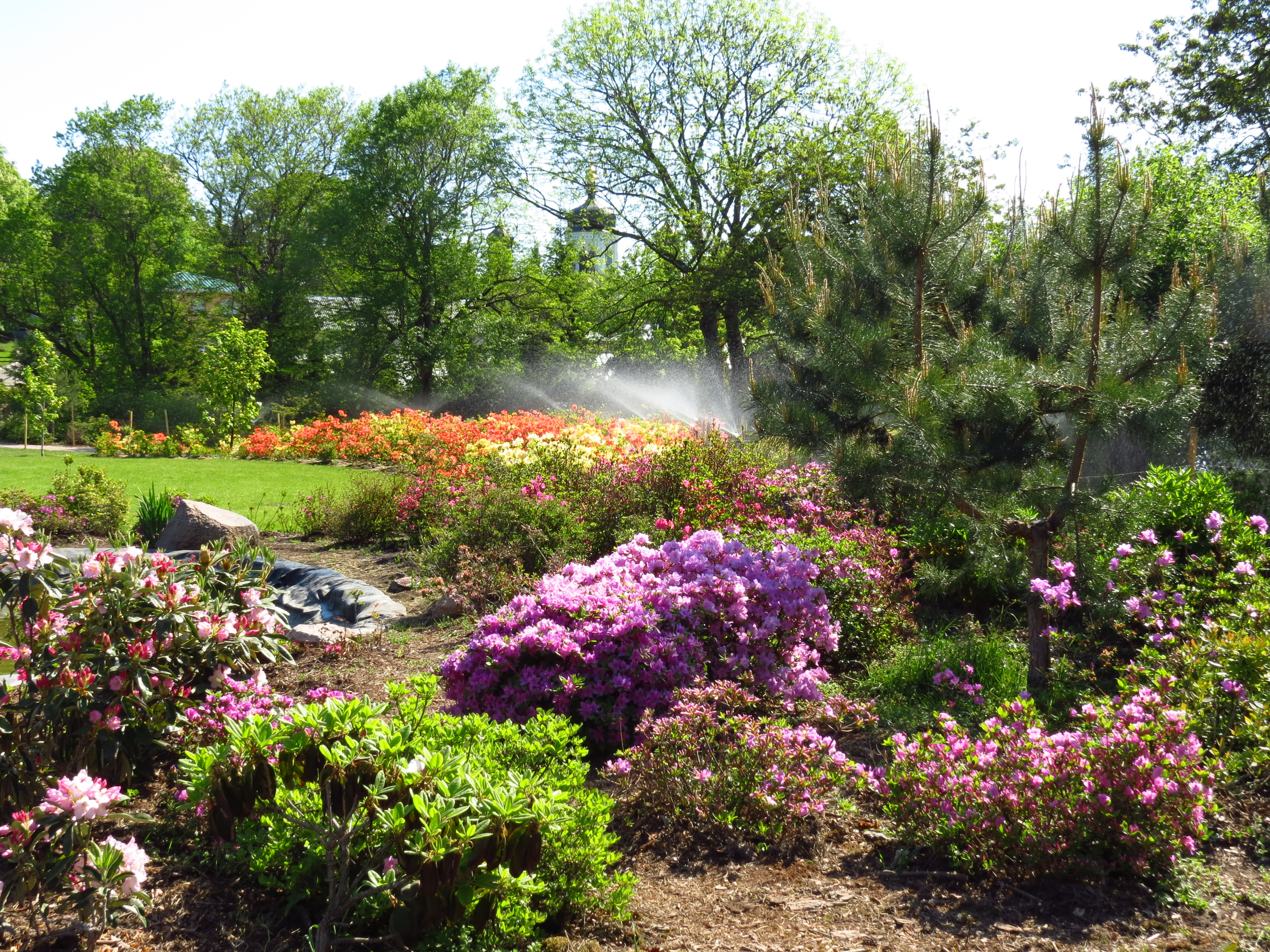
Райский уголок
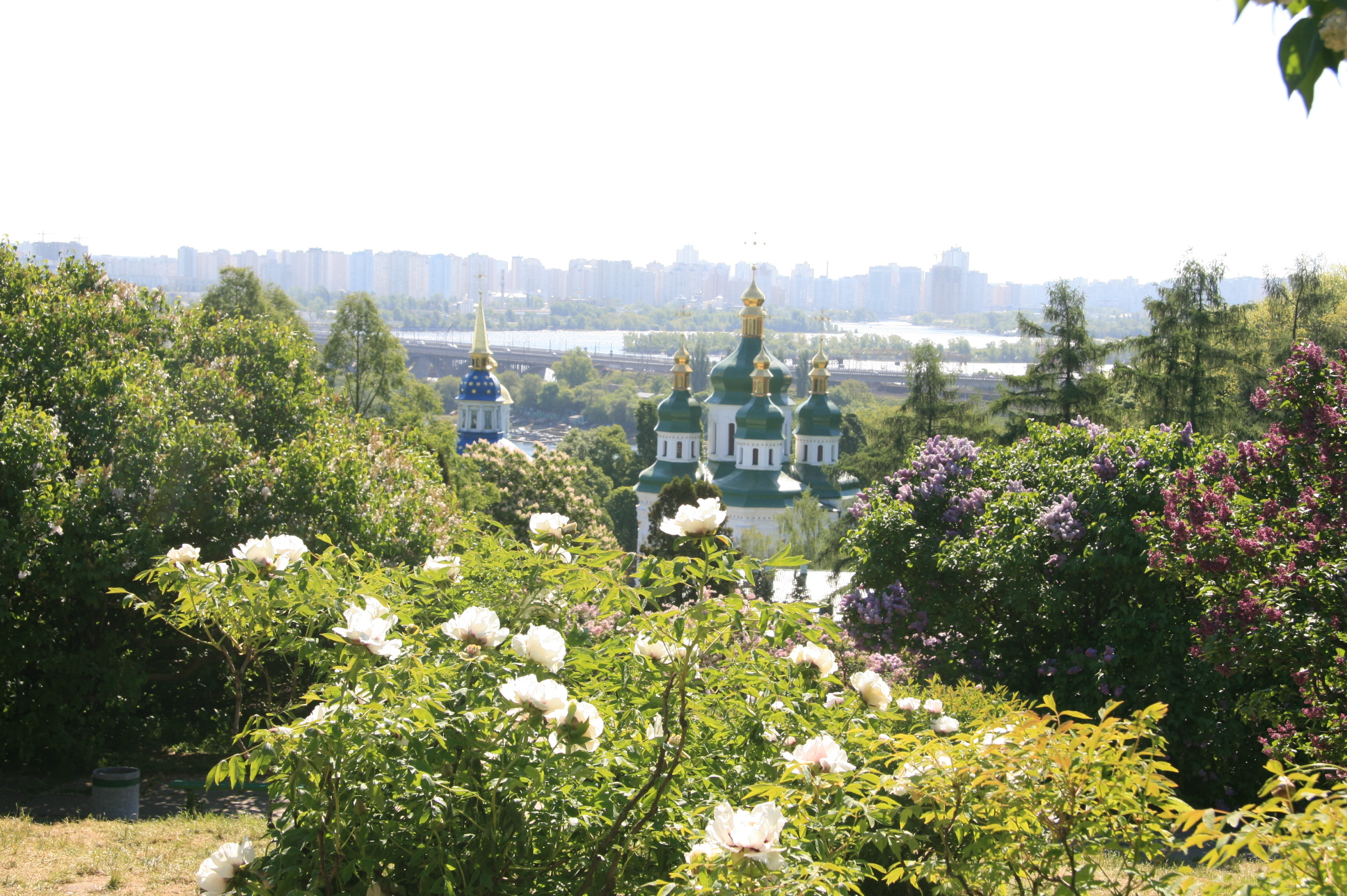
Вид на сиренарий сверху
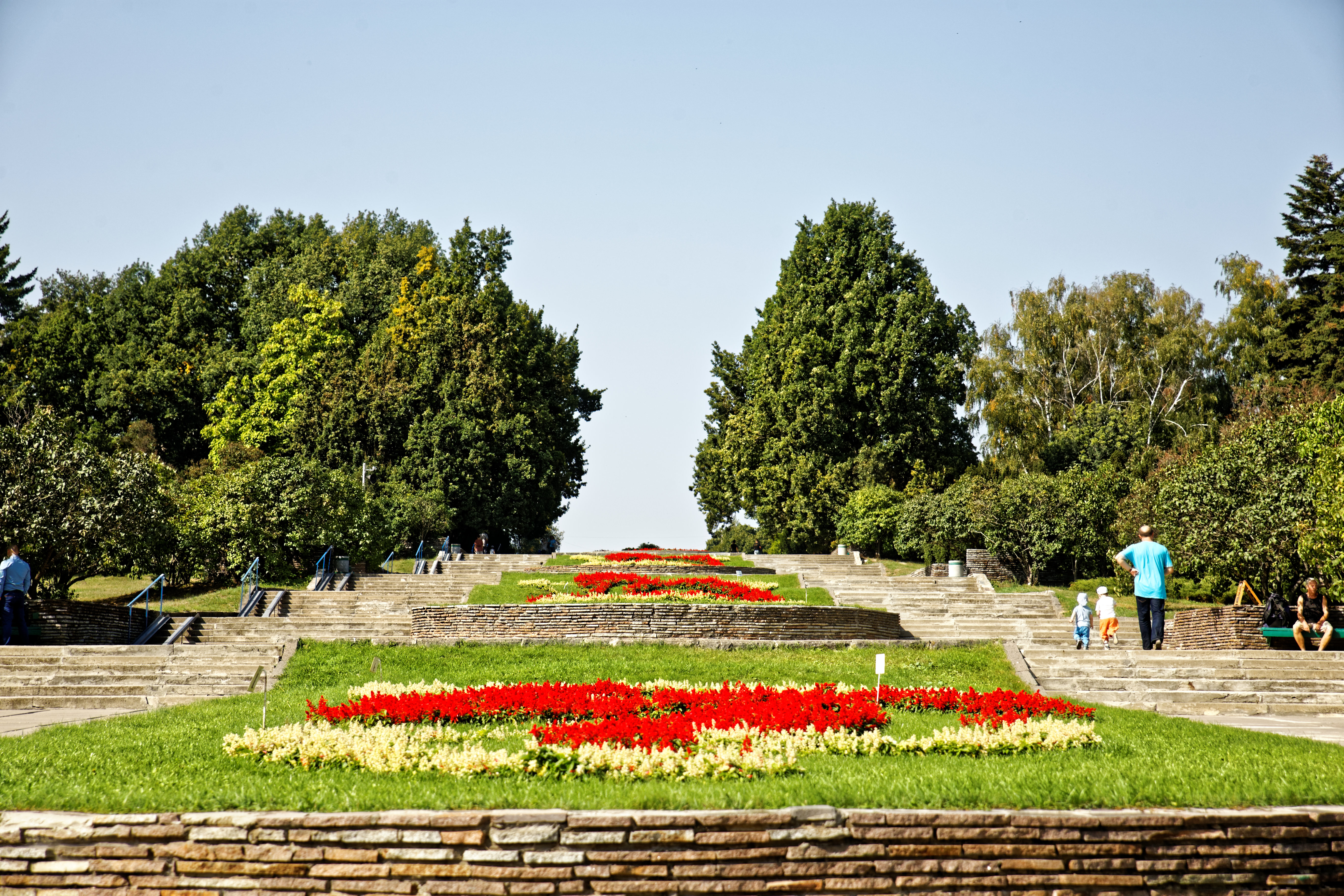
Центральная аллея
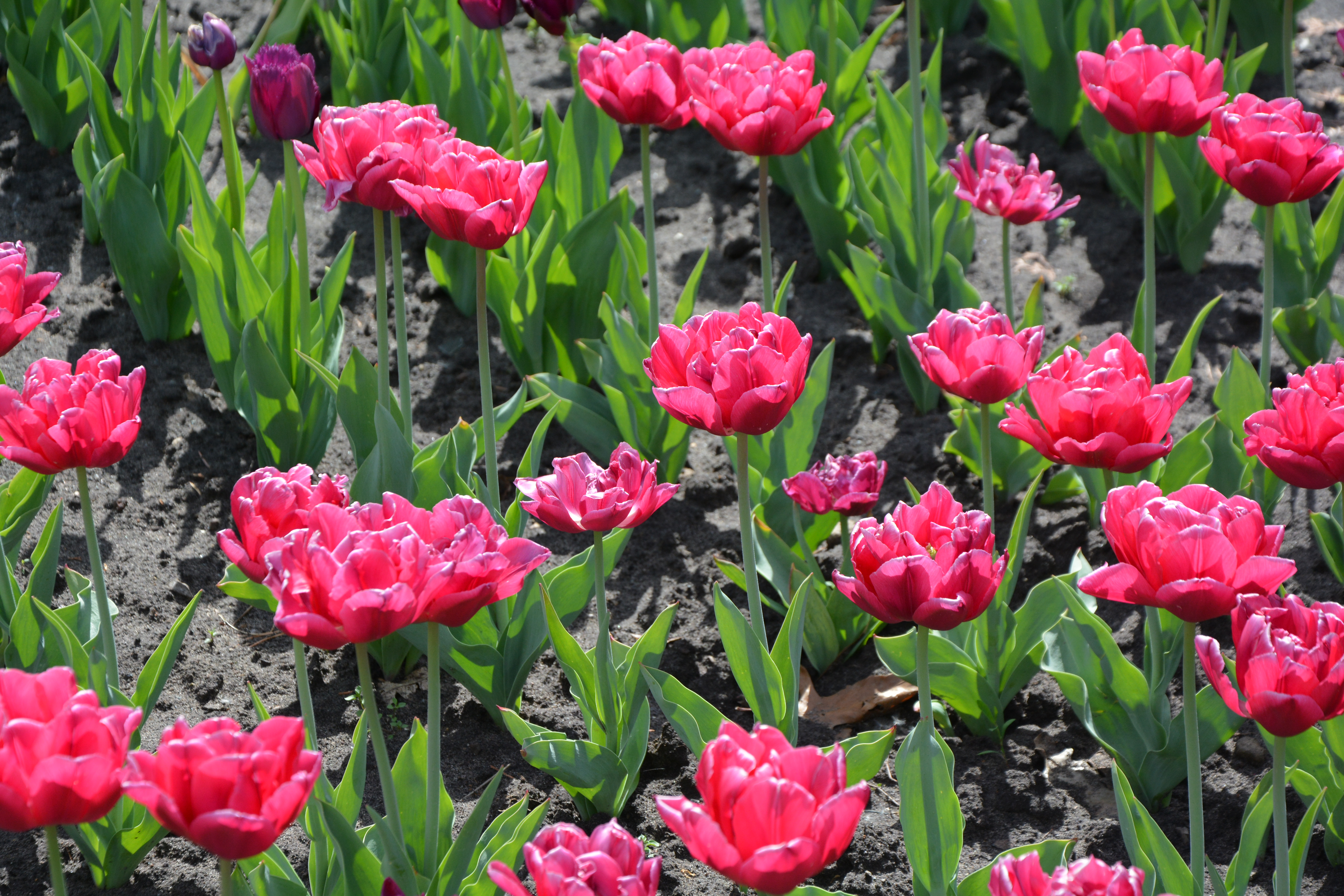
Первые весенние тюльпаны
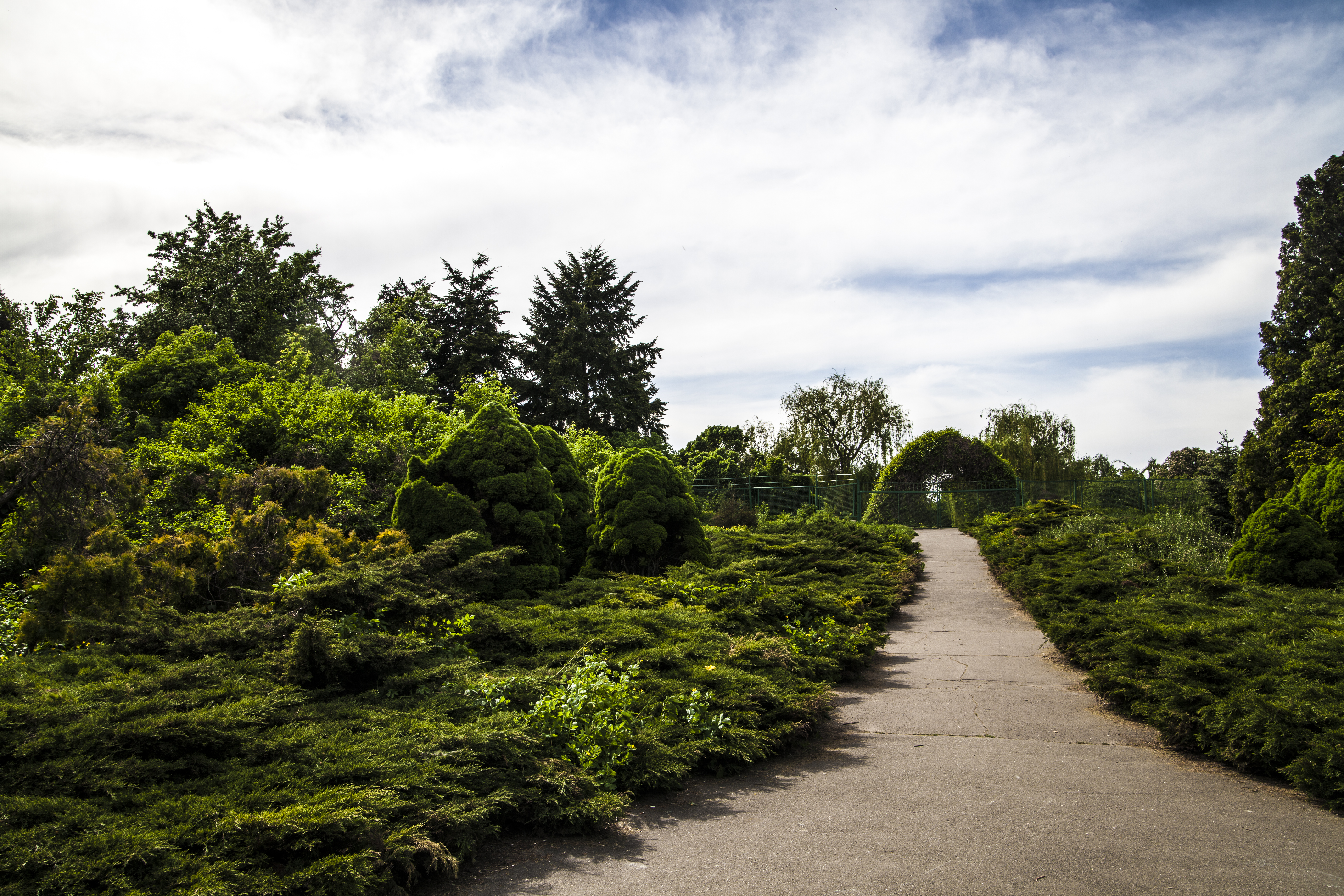
Верхняя аллея
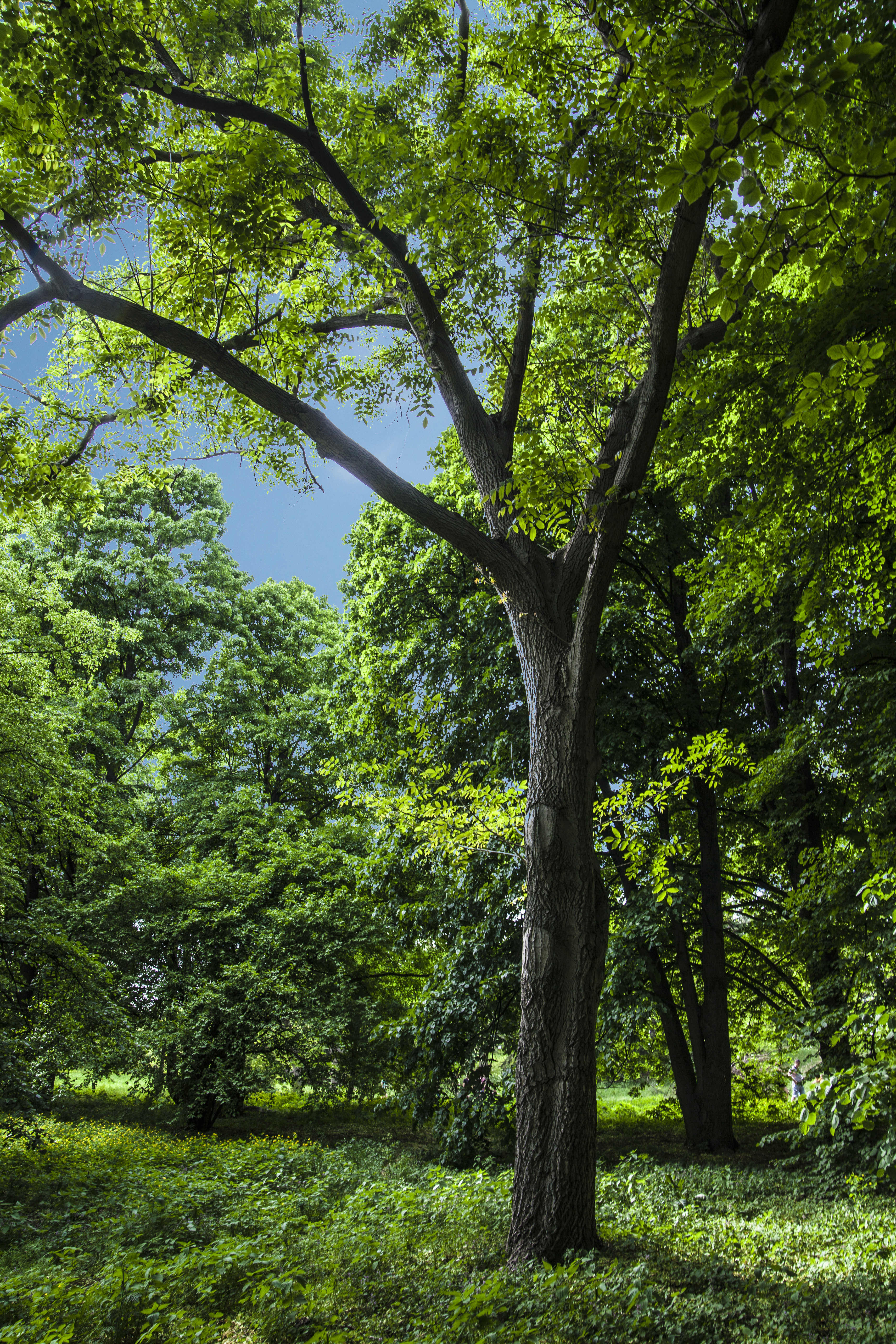
Зона вечнозеленых растений
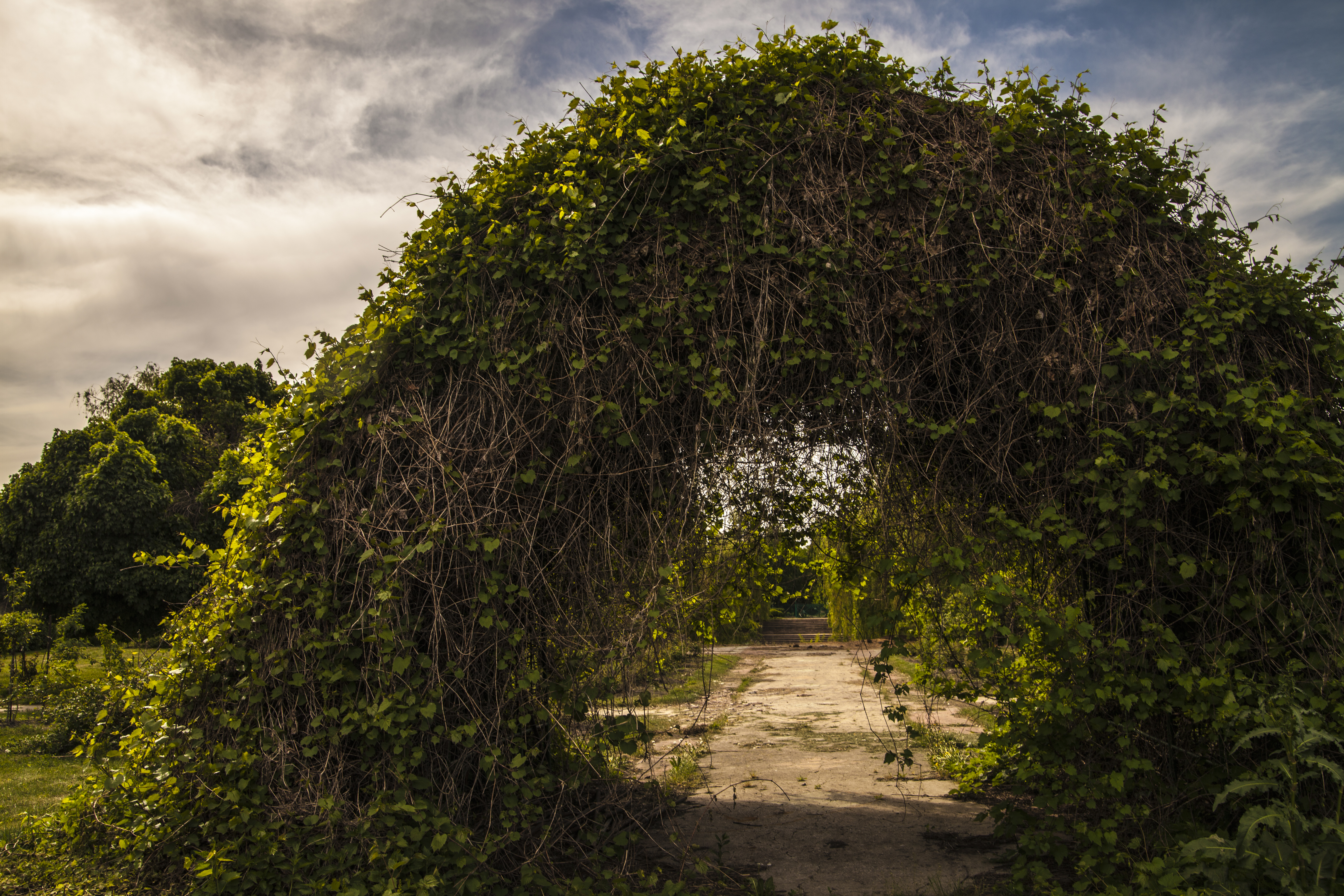
Вечерняя аллея
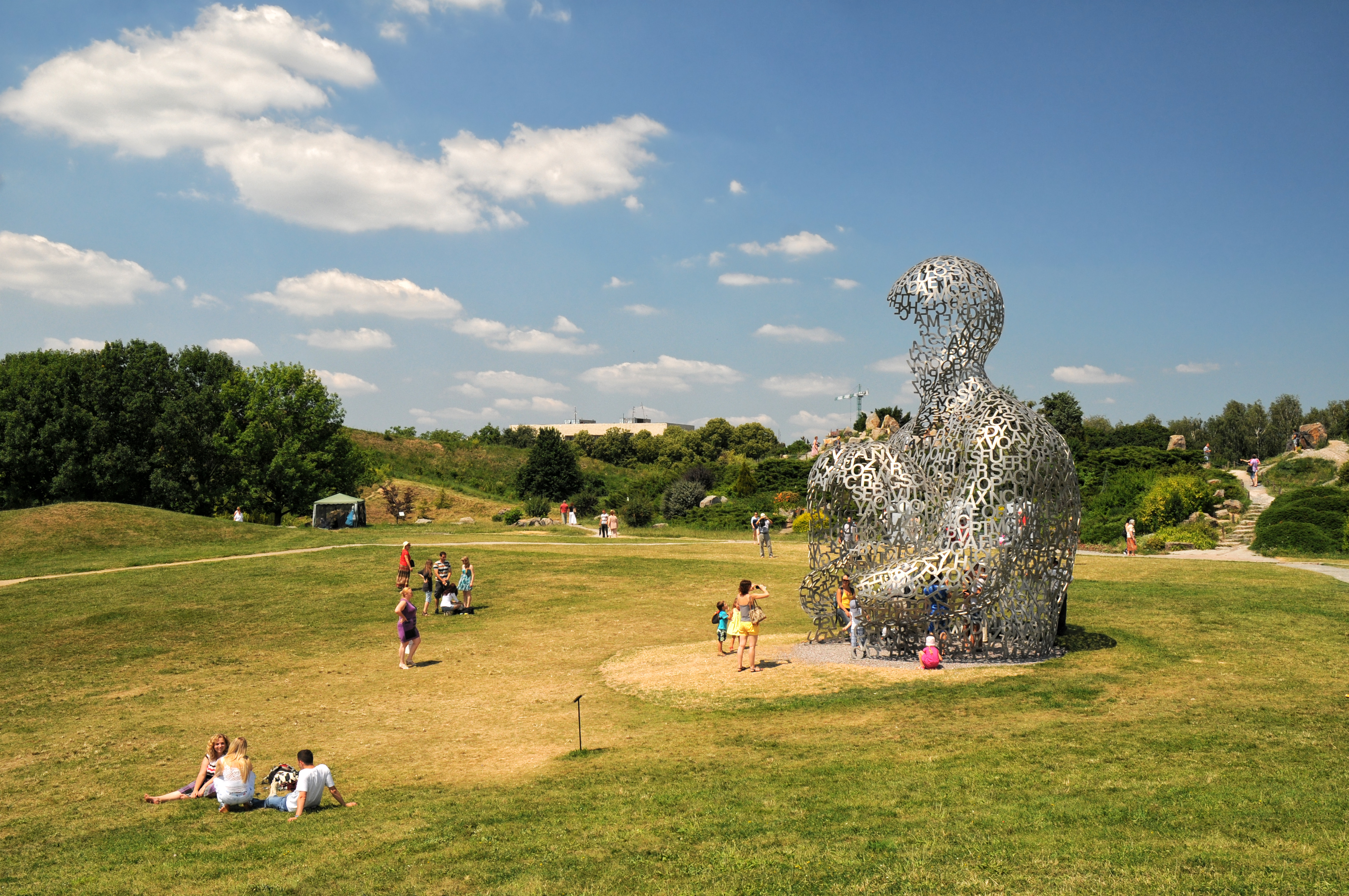
Дом знаний Жауме Пленса